# Liste der Werke von Georges Simenon
Diese Liste enthält die Werke, die der belgische Schriftsteller Georges Simenon vom Jahr 1931 an unter seinem eigenen Namen veröffentlichte. Dabei handelt es sich um Romane, Erzählungen, Essays, Reportagen und autobiografische Texte sowie Vorlagen für Filme, Hörspiele und Bühnenwerke. Vor 1931 und wegen vertraglicher Verpflichtungen zum Teil auch noch in den folgenden Jahren schrieb Simenon unter verschiedenen Pseudonymen rund 200 Groschenromane und Sammelbände, 169 Kurzgeschichten und Erzählungen sowie über 1000 erotische Geschichten, die hier nicht aufgeführt sind.

## Maigret
Simenon schrieb insgesamt 75 Kriminalromane und 28 Erzählungen (E), deren Hauptfigur Maigret ist, ein Kommissar der Pariser Kriminalpolizei. Die Auflistung der deutschen Ausgaben beschränkt sich auf die verbreiteten Übersetzungen, die für die Maigret-Reihen von Kiepenheuer & Witsch (KiWi) und Diogenes angefertigt und für die Ausgaben anderer Reihen (Heyne und Edito-Service) weiterverwendet wurden. Berücksichtigt sind teilweise auch frühere Erstveröffentlichungen wie die Übersetzungen aus den 1930er Jahren der Schlesischen Verlagsanstalt (SVA). Die Reihenfolge der Tabelle entspricht der Publikationsreihenfolge der französischen Originale gemäß der Bibliografie von Claude Menguy. Seit 2018 erscheinen neue oder überarbeitete Übersetzungen im Kampa Verlag.
| Titel                                                                               | Jahr | Verlag             | Entstehung                        | Deutsche Titel                              | Übersetzer              | Verlag   | Jahr |
| ----------------------------------------------------------------------------------- | ---- | ------------------ | --------------------------------- | ------------------------------------------- | ----------------------- | -------- | ---- |
| Monsieur Gallet, décédé                                                             | 1931 | Fayard             | Sommer 1930, Morsang-sur-Seine    | Maigret und der tote Herr Gallet            | Wille/Klau              | KiWi     | 1961 |
| Monsieur Gallet, décédé                                                             | 1931 | Fayard             | Sommer 1930, Morsang-sur-Seine    | Maigret und der verstorbene Monsieur Gallet | Plancherel              | Diogenes | 1981 |
| Monsieur Gallet, décédé                                                             | 1931 | Fayard             | Sommer 1930, Morsang-sur-Seine    | Maigret und der verstorbene Monsieur Gallet | Wille/Klau/Madlung      | Kampa    | 2021 |
| Le Pendu de Saint-Pholien                                                           | 1931 | Fayard             | Winter 1930/1931, Beuzec-Conq     | Der Schatten                                | Effberg                 | SVA      | 1934 |
| Le Pendu de Saint-Pholien                                                           | 1931 | Fayard             | Winter 1930/1931, Beuzec-Conq     | Maigret unter den Anarchisten               | Nehring                 | Heyne    | 1966 |
| Le Pendu de Saint-Pholien                                                           | 1931 | Fayard             | Winter 1930/1931, Beuzec-Conq     | Maigret und der Gehängte von Saint-Pholien  | Powell                  | Diogenes | 1981 |
| Le Pendu de Saint-Pholien                                                           | 1931 | Fayard             | Winter 1930/1931, Beuzec-Conq     | Maigret und der Gehängte von Saint-Pholien  | Meier                   | Kampa    | 2019 |
| Le Charretier de la «Providence»                                                    | 1931 | Fayard             | Sommer 1930, Morsang-sur-Seine    | Die Nacht an der Schleuse                   | Effberg                 | SVA      | 1934 |
| Le Charretier de la «Providence»                                                    | 1931 | Fayard             | Sommer 1930, Morsang-sur-Seine    | Maigret tappt im Dunkeln                    | Sonnenberg              | Heyne    | 1966 |
| Le Charretier de la «Providence»                                                    | 1931 | Fayard             | Sommer 1930, Morsang-sur-Seine    | Maigret und der Treidler der »Providence«   | Sprick                  | Diogenes | 1983 |
| Le Charretier de la «Providence»                                                    | 1931 | Fayard             | Sommer 1930, Morsang-sur-Seine    | Maigret und der Treidler der Providence     | Moritz                  | Kampa    | 2019 |
| Le Chien jaune                                                                      | 1931 | Fayard             | März 1931, La Ferté-Alais         | Der gelbe Hund                              | Effberg                 | SVA      | 1934 |
| Le Chien jaune                                                                      | 1931 | Fayard             | März 1931, La Ferté-Alais         | Maigret und der gelbe Hund                  | Kolbenhoff              | KiWi     | 1958 |
| Le Chien jaune                                                                      | 1931 | Fayard             | März 1931, La Ferté-Alais         | Maigret und der gelbe Hund                  | Regh                    | Diogenes | 1979 |
| Le Chien jaune                                                                      | 1931 | Fayard             | März 1931, La Ferté-Alais         | Maigret und der gelbe Hund                  | Matz und Edl            | Kampa    | 2019 |
| Pietr le Letton                                                                     | 1931 | Fayard             | Winter 1929/1930, Delfzijl        | Nordexpress                                 | Effberg                 | SVA      | 1935 |
| Pietr le Letton                                                                     | 1931 | Fayard             | Winter 1929/1930, Delfzijl        | Maigret und die Zwillinge                   | Kolbenhoff              | KiWi     | 1959 |
| Pietr le Letton                                                                     | 1931 | Fayard             | Winter 1929/1930, Delfzijl        | Maigret und Pietr der Lette                 | Schäfer                 | Diogenes | 1978 |
| Pietr le Letton                                                                     | 1931 | Fayard             | Winter 1929/1930, Delfzijl        | Maigret und Pietr der Lette                 | Röckel                  | Kampa    | 2019 |
| La Nuit du carrefour                                                                | 1931 | Fayard             | Apr. 1931, La Ferté-Alais         | Maigret und der Mann von Welt               | Wille/Klau              | KiWi     | 1965 |
| La Nuit du carrefour                                                                | 1931 | Fayard             | Apr. 1931, La Ferté-Alais         | Maigrets Nacht an der Kreuzung              | Melter                  | Diogenes | 1983 |
| La Nuit du carrefour                                                                | 1931 | Fayard             | Apr. 1931, La Ferté-Alais         | Maigrets Nacht an der Kreuzung              | Wille/Klau              | Kampa    | 2018 |
| Un crime en Hollande                                                                | 1931 | Fayard             | Mai 1931, Morsang-sur-Seine       | Maigret in Holland                          | Wille/Klau              | KiWi     | 1960 |
| Un crime en Hollande                                                                | 1931 | Fayard             | Mai 1931, Morsang-sur-Seine       | Maigret und das Verbrechen in Holland       | Nickel                  | Diogenes | 1980 |
| Au Rendez-vous des Terre-Neuvas                                                     | 1931 | Fayard             | Juli 1931, Morsang-sur-Seine      | Maigret und das Verbrechen an Bord          | Wille/Klau              | KiWi     | 1966 |
| Au Rendez-vous des Terre-Neuvas                                                     | 1931 | Fayard             | Juli 1931, Morsang-sur-Seine      | Maigret am Treffen der Neufundlandfahrer    | Melter                  | Diogenes | 1980 |
| La Tête d’un homme                                                                  | 1931 | Fayard             | Winter 1930/1931, Paris           | Alpdruck                                    | ?                       | SVA      | 1935 |
| La Tête d’un homme                                                                  | 1931 | Fayard             | Winter 1930/1931, Paris           | Maigret riskiert seine Stellung             | Kolbenhoff              | KiWi     | 1957 |
| La Tête d’un homme                                                                  | 1931 | Fayard             | Winter 1930/1931, Paris           | Maigret kämpft um den Kopf eines Mannes     | Plancherel              | Diogenes | 1979 |
| La Danseuse du Gai-Moulin                                                           | 1931 | Fayard             | September 1931, Ouistreham        | Die Tänzerin                                | Effberg                 | SVA      | 1935 |
| La Danseuse du Gai-Moulin                                                           | 1931 | Fayard             | September 1931, Ouistreham        | Maigret und der Spion                       | Wille/Klau              | KiWi     | 1962 |
| La Danseuse du Gai-Moulin                                                           | 1931 | Fayard             | September 1931, Ouistreham        | Maigret und der Spion                       | Kober                   | Diogenes | 1986 |
| La Guinguette à deux sous                                                           | 1932 | Fayard             | Oktober 1931, Ouistreham          | Maigret und die Groschenschenke             | Jolles                  | KiWi     | 1955 |
| La Guinguette à deux sous                                                           | 1932 | Fayard             | Oktober 1931, Ouistreham          | Maigret und die kleine Landkneipe           | Jolles/Bideau           | Diogenes | 1986 |
| L’Ombre chinoise                                                                    | 1932 | Fayard             | Dezember 1931, Cap d’Antibes      | Maigret und der Schatten am Fenster         | Dor/Federmann           | KiWi     | 1959 |
| L’Ombre chinoise                                                                    | 1932 | Fayard             | Dezember 1931, Cap d’Antibes      | Maigret und das Schattenspiel               | Sprick                  | Diogenes | 1982 |
| L’Affaire Saint-Fiacre                                                              | 1932 | Fayard             | Januar 1932, Cap d’Antibes        | Maigret und das Geheimnis im Schloß         | Wille/Klau              | KiWi     | 1958 |
| L’Affaire Saint-Fiacre                                                              | 1932 | Fayard             | Januar 1932, Cap d’Antibes        | Maigret und die Affäre Saint-Fiacre         | De Haas                 | Diogenes | 1986 |
| Chez les Flamands                                                                   | 1932 | Fayard             | Januar 1932, Cap d’Antibes        | Maigret bei den Flamen                      | Wille/Klau              | KiWi     | 1964 |
| Chez les Flamands                                                                   | 1932 | Fayard             | Januar 1932, Cap d’Antibes        | Maigret bei den Flamen                      | Sprick                  | Diogenes | 1980 |
| Chez les Flamands                                                                   | 1932 | Fayard             | Januar 1932, Cap d’Antibes        | Maigret bei den Flamen                      | Wille/Klau              | Kampa    | 2018 |
| Le Fou de Bergerac                                                                  | 1932 | Fayard             | März 1932, La Rochelle            | Maigret und der Verrückte                   | Wille/Klau              | KiWi     | 1963 |
| Le Fou de Bergerac                                                                  | 1932 | Fayard             | März 1932, La Rochelle            | Maigret und der Verrückte von Bergerac      | Kober                   | Diogenes | 1986 |
| Le Port des brumes                                                                  | 1932 | Fayard             | März 1932 Cap d’Antibes           | Nebel über dem Hafen                        | Fraenkel                | D-Club   | 1951 |
| Le Port des brumes                                                                  | 1932 | Fayard             | März 1932 Cap d’Antibes           | Maigret und der geheimnisvolle Kapitän      | Wille/Klau              | KiWi     | 1966 |
| Le Port des brumes                                                                  | 1932 | Fayard             | März 1932 Cap d’Antibes           | Maigret und der geheimnisvolle Kapitän      | Melter                  | Diogenes | 1984 |
| Liberty-Bar                                                                         | 1932 | Fayard             | April 1932, Marsilly              | Liberty Bar                                 | Uher                    | D-Club   | 1952 |
| Liberty-Bar                                                                         | 1932 | Fayard             | April 1932, Marsilly              | Maigret in der Liberty Bar                  | Wille/Klau              | KiWi     | 1961 |
| Liberty-Bar                                                                         | 1932 | Fayard             | April 1932, Marsilly              | Maigret in der Liberty Bar                  | Von Hagen               | Diogenes | 1986 |
| Liberty-Bar                                                                         | 1932 | Fayard             | April 1932, Marsilly              | Maigret in der Liberty Bar                  | Wille/Klau/Madlung      | Kampa    | 2019 |
| L’Écluse n° 1                                                                       | 1933 | Fayard             | April 1933, Marsilly              | Maigret in Nöten                            | Wille/Klau              | KiWi     | 1960 |
| L’Écluse n° 1                                                                       | 1933 | Fayard             | April 1933, Marsilly              | Maigret in Nöten                            | Jakob                   | Diogenes | 1987 |
| L’Écluse n° 1                                                                       | 1933 | Fayard             | April 1933, Marsilly              | Maigret und die Schleuse Nr. 1              | Wille/Klau/Madlung      | Kampa    | 2020 |
| Maigret                                                                             | 1934 | Fayard             | Juni 1933, Porquerolles           | Maigret und sein Neffe                      | Wille/Klau              | KiWi     | 1960 |
| Maigret                                                                             | 1934 | Fayard             | Juni 1933, Porquerolles           | Maigret und sein Neffe                      | Altrichter              | Diogenes | 1989 |
| Mademoiselle Berthe et son amant (E)                                                | 1938 | Gallimard          | Winter 1937/38, Porquerolles      | Fräulein Berthe und ihr Geliebter           | Wille/Klau              | KiWi     | 1976 |
| Mademoiselle Berthe et son amant (E)                                                | 1938 | Gallimard          | Winter 1937/38, Porquerolles      | Mademoiselle Berthe und ihr Geliebter       | Riegler                 | Diogenes | 1987 |
| Tempête sur la Manche (E)                                                           | 1938 | Gallimard          | Winter 1937/38, Porquerolles      | Sturm über dem Kanal                        | Wille/Klau              | KiWi     | 1976 |
| Tempête sur la Manche (E)                                                           | 1938 | Gallimard          | Winter 1937/38, Porquerolles      | Sturm über dem Kanal                        | Giese                   | Diogenes | 1990 |
| Le Notaire du Châteauneuf (E)                                                       | 1938 | Gallimard          | Winter 1937/38, Porquerolles      | Der Notar von Châteauneuf                   | Wille/Klau              | KiWi     | 1976 |
| Le Notaire du Châteauneuf (E)                                                       | 1938 | Gallimard          | Winter 1937/38, Porquerolles      | Der Notar von Châteauneuf                   | Winiger                 | Diogenes | 1990 |
| L’Improbable Monsieur Owen (E)                                                      | 1938 | Rencontres         | Winter 1937/38, Porquerolles      | Der zweifelhafte Monsieur Owen              | Altrichter              | Diogenes | 1989 |
| Ceux du Grand Café (E)                                                              | 1938 | Rencontres         | Winter 1937/38, Porquerolles      | Die Spieler vom »Grand-Café«                | Gieser                  | Diogenes | 1989 |
| L’Étoile du Nord (E)                                                                | 1938 | Gallimard          | Winter 1937/38, Porquerolles      | Stern des Nordens                           | Wille/Klau              | KiWi     | 1976 |
| L’Étoile du Nord (E)                                                                | 1938 | Gallimard          | Winter 1937/38, Porquerolles      | »Etoile du Nord« – Stern des Nordens        | Riegler                 | Diogenes | 1987 |
| L’Auberge aux Noyés (E)                                                             | 1938 | Gallimard          | Winter 1937/38, Porquerolles      | Das Gasthaus zu den Ertrunkenen             | Wille/Klau              | KiWi     | 1976 |
| L’Auberge aux Noyés (E)                                                             | 1938 | Gallimard          | Winter 1937/38, Porquerolles      | Das Wirtshaus zu den Ertrunkenen            | Riegler                 | Diogenes | 1987 |
| Stan le Tueur (E)                                                                   | 1938 | Gallimard          | Winter 1937/38, Porquerolles      | Maigret und der Pole                        | Wille/Klau              | KiWi     | 1972 |
| Stan le Tueur (E)                                                                   | 1938 | Gallimard          | Winter 1937/38, Porquerolles      | Maigret und Stan der Killer                 | Schönfeld               | Diogenes | 1987 |
| Stan le Tueur (E)                                                                   | 1938 | Gallimard          | Winter 1937/38, Porquerolles      | Maigret und Stan der Killer                 | Wille/Klau/de Malafosse | Kampa    | 2019 |
| La vieille dame de Bayeux (E)                                                       | 1939 | Gallimard          | Winter 1937/38, Porquerolles      | Die alte Dame aus Bayeux                    | Wille/Klau              | KiWi     | 1976 |
| La vieille dame de Bayeux (E)                                                       | 1939 | Gallimard          | Winter 1937/38, Porquerolles      | Die alte Dame aus Bayeux                    | Riegler                 | Diogenes | 1987 |
| L’amoureux de Madame Maigret (E)                                                    | 1939 | Gallimard          | Winter 1937/38, Porquerolles      | Frau Maigrets Liebhaber                     | Wille/Klau              | KiWi     | 1976 |
| L’amoureux de Madame Maigret (E)                                                    | 1939 | Gallimard          | Winter 1937/38, Porquerolles      | Madame Maigrets Liebhaber                   | Altrichter              | Diogenes | 1988 |
| L’amoureux de Madame Maigret (E)                                                    | 1939 | Gallimard          | Winter 1937/38, Porquerolles      | Madame Maigrets Liebhaber                   | Wille/Klau/Brands       | Kampa    | 2019 |
| Menaces de mort (E)                                                                 | 1942 | Omnibus            | Winter 1941/42, Fontenay-le-Comte | Der Drohbrief                               | Birke                   | Diogenes | 2000 |
| Menaces de mort (E)                                                                 | 1942 | Omnibus            | Winter 1941/42, Fontenay-le-Comte | Morddrohungen                               | Kober                   | Diogenes | 2009 |
| Cécile est morte                                                                    | 1942 | Gallimard          | Dezember 1940, Fontenay-le-Comte  | Maigret verliert eine Verehrerin            | Wille/Klau              | KiWi     | 1967 |
| Cécile est morte                                                                    | 1942 | Gallimard          | Dezember 1940, Fontenay-le-Comte  | Maigret verliert eine Verehrerin            | Altrichter              | Diogenes | 1987 |
| Les Caves du Majestic                                                               | 1942 | Gallimard          | Dezember 1939, Nieul-sur-Mer      | Maigret im Luxushotel                       | Wille/Klau              | KiWi     | 1962 |
| Les Caves du Majestic                                                               | 1942 | Gallimard          | Dezember 1939, Nieul-sur-Mer      | Maigret und die Keller des »Majestic«       | Birk                    | Diogenes | 1982 |
| Les Caves du Majestic                                                               | 1942 | Gallimard          | Dezember 1939, Nieul-sur-Mer      | Maigret und die Keller des Majestic         | Wille/Klau/Wegmann      | Kampa    | 2019 |
| La Maison du juge                                                                   | 1942 | Gallimard          | Januar 1940, Nieul-sur-Mer        | Maigret im Haus des Richters                | Julius                  | Diogenes | 1984 |
| La Maison du juge                                                                   | 1942 | Gallimard          | Januar 1940, Nieul-sur-Mer        | Maigret im Haus des Richters                | Bodmer                  | Kampa    | 2018 |
| Signé Picpus                                                                        | 1944 | Gallimard          | Sommer 1941, Fontenay-le-Comte    | Maigret verschenkt seine Pfeife             | Wille/Klau              | KiWi     | 1961 |
| Signé Picpus                                                                        | 1944 | Gallimard          | Sommer 1941, Fontenay-le-Comte    | Maigret contra Picpus                       | Kober                   | Diogenes | 1982 |
| L’Inspecteur Cadavre                                                                | 1944 | Gallimard          | März 1943, Saint-Mesmin           | Maigret und sein Rivale                     | Wille/Klau              | KiWi     | 1962 |
| L’Inspecteur Cadavre                                                                | 1944 | Gallimard          | März 1943, Saint-Mesmin           | Maigret und sein Rivale                     | Altrichter              | Diogenes | 1987 |
| Félicie est là                                                                      | 1944 | Gallimard          | Mai 1942, La Faute-sur-Mer        | Maigret und das Dienstmädchen               | Wille/Klau              | KiWi     | 1967 |
| Félicie est là                                                                      | 1944 | Gallimard          | Mai 1942, La Faute-sur-Mer        | Maigret und das Dienstmädchen               | Kober                   | Diogenes | 1984 |
| La Péniche aux deux pendus (E)                                                      | 1944 | Gallimard          | Oktober 1936, Neuilly-sur-Seine   | Der Kahn mit den beiden Erhängten           | Wille/Klau              | KiWi     | 1976 |
| La Péniche aux deux pendus (E)                                                      | 1944 | Gallimard          | Oktober 1936, Neuilly-sur-Seine   | Der Kahn mit den beiden Erhängten           | Riegler                 | Diogenes | 1987 |
| L’Affaire du boulevard Beaumarchais (E)                                             | 1944 | Gallimard          | Oktober 1936, Neuilly-sur-Seine   | Die Affäre vom Boulevard Beaumarchais       | Wille/Klau              | KiWi     | 1976 |
| L’Affaire du boulevard Beaumarchais (E)                                             | 1944 | Gallimard          | Oktober 1936, Neuilly-sur-Seine   | Die Affäre vom Boulevard Beaumarchais       | Riegler                 | Diogenes | 1987 |
| La Fenêtre ouverte (E)                                                              | 1944 | Gallimard          | Oktober 1936, Neuilly-sur-Seine   | Das offene Fenster                          | Wille/Klau              | KiWi     | 1976 |
| La Fenêtre ouverte (E)                                                              | 1944 | Gallimard          | Oktober 1936, Neuilly-sur-Seine   | Ein offenes Fenster                         | Giese                   | Diogenes | 1989 |
| Monsieur Lundi (E)                                                                  | 1944 | Gallimard          | Oktober 1936, Neuilly-sur-Seine   | Herr Montag                                 | Wille/Klau              | KiWi     | 1976 |
| Monsieur Lundi (E)                                                                  | 1944 | Gallimard          | Oktober 1936, Neuilly-sur-Seine   | Herr Montag                                 | Lehnert                 | Diogenes | 1989 |
| Jeumont, 51 minutes d’arrêt (E)                                                     | 1944 | Gallimard          | Oktober 1936, Neuilly-sur-Seine   | Jeumont, 51 Minuten Aufenthalt              | Wille/Klau              | KiWi     | 1976 |
| Jeumont, 51 minutes d’arrêt (E)                                                     | 1944 | Gallimard          | Oktober 1936, Neuilly-sur-Seine   | Jeumont, 51 Minuten Aufenthalt              | Zett                    | Diogenes | 1989 |
| Peine de mort (E)                                                                   | 1944 | Gallimard          | Oktober 1936, Neuilly-sur-Seine   | Die Todesstrafe                             | Wille/Klau              | KiWi     | 1976 |
| Peine de mort (E)                                                                   | 1944 | Gallimard          | Oktober 1936, Neuilly-sur-Seine   | Die Todesstrafe                             | v.Planta/de Weck        | Diogenes | 2009 |
| Les Larmes de bougie (E)                                                            | 1944 | Gallimard          | Oktober 1936, Neuilly-sur-Seine   | Die Wachstropfen                            | Wille/Klau              | KiWi     | 1976 |
| Les Larmes de bougie (E)                                                            | 1944 | Gallimard          | Oktober 1936, Neuilly-sur-Seine   | Die Wachstropfen                            | Altrichter              | Diogenes | 1989 |
| Rue Pigalle (E)                                                                     | 1944 | Gallimard          | Oktober 1936, Neuilly-sur-Seine   | Rue Pigalle                                 | Wille/Klau              | KiWi     | 1976 |
| Rue Pigalle (E)                                                                     | 1944 | Gallimard          | Oktober 1936, Neuilly-sur-Seine   | Pigalle                                     | Giese                   | Diogenes | 1990 |
| Une erreur de Maigret (E)                                                           | 1944 | Gallimard          | Oktober 1936, Neuilly-sur-Seine   | Maigret täuscht sich                        | Wille/Klau              | KiWi     | 1976 |
| Une erreur de Maigret (E)                                                           | 1944 | Gallimard          | Oktober 1936, Neuilly-sur-Seine   | Hier irrt Maigret                           | Giese                   | Diogenes | 1989 |
| Maigret se fâche                                                                    | 1947 | Presses de la Cité | 4. August 1945, Sainte-Fargeau    | Maigret regt sich auf                       | Schäfer                 | Diogenes | 1981 |
| La Pipe de Maigret (E)                                                              | 1947 | Presses de la Cité | Juni 1945, Paris                  | Maigrets Pfeife                             | Pfaff                   | Diogenes | 1980 |
| La Pipe de Maigret (E)                                                              | 1947 | Presses de la Cité | Juni 1945, Paris                  | Maigrets Pfeife                             | Ott                     | Kampa    | 2018 |
| Maigret à New York                                                                  | 1947 | Presses de la Cité | März 1946, St. Marguerite         | Maigret in New York                         | Jolles                  | KiWi     | 1956 |
| Maigret à New York                                                                  | 1947 | Presses de la Cité | März 1946, St. Marguerite         | Maigret in New York                         | Jolles/Bonhoeffer       | Diogenes | 1985 |
| Maigret et l’Inspecteur Malchanceux (E) Später: Maigret et l’Inspecteur Malgracieux | 1947 | Presses de la Cité | 5. Mai 1946, St. Marguerite       | Maigret und der brummige Inspektor          | Müller                  | Langew.  | 1958 |
| Maigret et l’Inspecteur Malchanceux (E) Später: Maigret et l’Inspecteur Malgracieux | 1947 | Presses de la Cité | 5. Mai 1946, St. Marguerite       | Maigret und Inspektor Lognon                | Wille/Klau              | KiWi     | 1965 |
| Maigret et l’Inspecteur Malchanceux (E) Später: Maigret et l’Inspecteur Malgracieux | 1947 | Presses de la Cité | 5. Mai 1946, St. Marguerite       | Maigret und Inspektor Griesgram             | Essig                   | Diogenes | 1980 |
| Maigret et l’Inspecteur Malchanceux (E) Später: Maigret et l’Inspecteur Malgracieux | 1947 | Presses de la Cité | 5. Mai 1946, St. Marguerite       | Maigret und Inspektor Griesgram             | Wille/Klau/Brands       | Kampa    | 2019 |
| Le Témoignage de l’enfant de chœur (E)                                              | 1947 | Presses de la Cité | 28. April 1946, St. Andrews       | Die Aussage des Ministranten                | Essig                   | Diogenes | 1980 |
| Le Témoignage de l’enfant de chœur (E)                                              | 1947 | Presses de la Cité | 28. April 1946, St. Andrews       | Die Aussage des Ministranten                | Stadelmann              | Diogenes | 2000 |
| Le Témoignage de l’enfant de chœur (E)                                              | 1947 | Presses de la Cité | 28. April 1946, St. Andrews       | Maigret und die Aussage des Ministranten    | Wille/Klau/Brands       | Kampa    | 2019 |
| Le Client le plus obstiné du monde (E)                                              | 1947 | Presses de la Cité | 1946, St. Andrews                 | Maigret und der hartnäckigste Gast der Welt | Wille/Klau              | KiWi     | 1975 |
| Le Client le plus obstiné du monde (E)                                              | 1947 | Presses de la Cité | 1946, St. Andrews                 | Maigret und der hartnäckigste Gast der Welt | Birk                    | Diogenes | 1989 |
| On ne tue pas les pauvres types (E)                                                 | 1947 | Presses de la Cité | 15. August 1946, St. Andrews      | Arme Leute tötet man nicht                  | Wille/Klau              | KiWi     | 1975 |
| On ne tue pas les pauvres types (E)                                                 | 1947 | Presses de la Cité | 15. August 1946, St. Andrews      | Man tötet arme Leute nicht                  | Birk                    | Diogenes | 1989 |
| Maigret et son mort                                                                 | 1948 | Presses de la Cité | Dezember 1947, Tucson             | Maigret und sein Toter                      | Wille/Klau              | KiWi     | 1954 |
| Maigret et son mort                                                                 | 1948 | Presses de la Cité | Dezember 1947, Tucson             | Maigret und sein Toter                      | Riegler                 | Diogenes | 1981 |
| Maigret et son mort                                                                 | 1948 | Presses de la Cité | Dezember 1947, Tucson             | Maigret und sein Toter                      | Wille/Klau/Marzolff     | Kampa    | 2018 |
| Les Vacances de Maigret                                                             | 1948 | Presses de la Cité | November 1947, Tucson             | Maigret nimmt Urlaub                        | Raimond                 | KiWi     | 1957 |
| Les Vacances de Maigret                                                             | 1948 | Presses de la Cité | November 1947, Tucson             | Maigret macht Ferien                        | Jakob                   | Diogenes | 1987 |
| La première enquête de Maigret                                                      | 1949 | Presses de la Cité | Oktober 1948, Stud Born           | Maigrets erste Untersuchung                 | Wille/Klau              | KiWi     | 1962 |
| La première enquête de Maigret                                                      | 1949 | Presses de la Cité | Oktober 1948, Stud Born           | Maigrets erste Untersuchung                 | Plancherel              | Diogenes | 1978 |
| Mon ami Maigret                                                                     | 1949 | Presses de la Cité | Februar 1949, Stud Born           | Mein Freund Maigret                         | Wille/Klau              | KiWi     | 1955 |
| Mon ami Maigret                                                                     | 1949 | Presses de la Cité | Februar 1949, Stud Born           | Mein Freund Maigret                         | Melter                  | Diogenes | 1978 |
| Mon ami Maigret                                                                     | 1949 | Presses de la Cité | Februar 1949, Stud Born           | Mein Freund Maigret                         | Wille/Klau              | Kampa    | 2018 |
| Maigret chez le coroner                                                             | 1949 | Presses de la Cité | Februar 1949, Tucson              | Maigret in Arizona                          | Raimond                 | KiWi     | 1957 |
| Maigret chez le coroner                                                             | 1949 | Presses de la Cité | Februar 1949, Tucson              | Maigret beim Coroner                        | Schäfer                 | Diogenes | 1981 |
| Maigret et la vieille dame                                                          | 1950 | Presses de la Cité | Dezember 1949, Carmel             | Maigret und die alte Dame                   | Wille/Klau              | KiWi     | 1954 |
| Maigret et la vieille dame                                                          | 1950 | Presses de la Cité | Dezember 1949, Carmel             | Maigret und die alte Dame                   | Nickel                  | Diogenes | 1978 |
| L’Amie de Mme Maigret                                                               | 1950 | Presses de la Cité | 22. Dezember 1949, Carmel         | Frau Maigret als Detektiv                   | Wille/Klau              | KiWi     | 1954 |
| L’Amie de Mme Maigret                                                               | 1950 | Presses de la Cité | 22. Dezember 1949, Carmel         | Madame Maigrets Freundin                    | Planchard               | Diogenes | 1979 |
| L’Homme dans la rue (E)                                                             | 1950 | Presses de la Cité | 1939, Nieul-sur-Mer               | Der Mann auf der Straße                     | Birk                    | Diogenes | 1980 |
| L’Homme dans la rue (E)                                                             | 1950 | Presses de la Cité | 1939, Nieul-sur-Mer               | Maigret und der Mann auf der Straße         | Walz                    | Kampa    | 2019 |
| Vente à la bougie (E)                                                               | 1950 | Presses de la Cité | 1939, Nieul-sur-Mer               | Die Versteigerung                           | Birk                    | Diogenes | 1980 |
| Les Mémoires de Maigret                                                             | 1951 | Presses de la Cité | September 1950, Lakeville         | Maigrets Memoiren                           | Wille/Klau              | KiWi     | 1963 |
| Les Mémoires de Maigret                                                             | 1951 | Presses de la Cité | September 1950, Lakeville         | Maigrets Memoiren                           | Plancherel              | Diogenes | 1978 |
| Les Mémoires de Maigret                                                             | 1951 | Presses de la Cité | September 1950, Lakeville         | Maigrets Memoiren                           | Wille/Klau              | Kampa    | 2018 |
| Un Noël de Maigret (E)                                                              | 1951 | Presses de la Cité | Mai 1950, Carmel                  | Maigret und der Weihnachtsmann              | Wille/Klau              | KiWi     | 1962 |
| Un Noël de Maigret (E)                                                              | 1951 | Presses de la Cité | Mai 1950, Carmel                  | Weihnachten mit Maigret                     | Hartstein               | Diogenes | 1980 |
| Un Noël de Maigret (E)                                                              | 1951 | Presses de la Cité | Mai 1950, Carmel                  | Weihnachten bei den Maigrets                | Wille/Klau              | Kampa    | 2018 |
| Maigret au Picratt’s                                                                | 1951 | Presses de la Cité | Dezember 1950, Lakeville          | Maigret und die Tänzerin Arlette            | Wille/Klau              | KiWi     | 1954 |
| Maigret au Picratt’s                                                                | 1951 | Presses de la Cité | Dezember 1950, Lakeville          | Maigret, die Tänzerin und die Gräfin        | Kober                   | Diogenes | 1986 |
| Maigret au Picratt’s                                                                | 1951 | Presses de la Cité | Dezember 1950, Lakeville          | Maigret und die Tänzerin                    | Wille/Klau/Künne        | Kampa    | 2019 |
| Maigret en meublé                                                                   | 1951 | Presses de la Cité | Februar 1951, Lakeville           | Maigret als möblierter Herr                 | Raimond                 | KiWi     | 1957 |
| Maigret en meublé                                                                   | 1951 | Presses de la Cité | Februar 1951, Lakeville           | Maigret als möblierter Herr                 | Schäfer                 | Diogenes | 1979 |
| Maigret et la Grande-Perche                                                         | 1951 | Presses de la Cité | Mai 1951, Lakeville               | Maigret und die Bohnenstange                | Sander                  | KiWi     | 1956 |
| Maigret et la Grande-Perche                                                         | 1951 | Presses de la Cité | Mai 1951, Lakeville               | Maigret und die Bohnenstange                | Guy Montag              | Diogenes | 1990 |
| Maigret, Lognon et les gangsters                                                    | 1952 | Presses de la Cité | September 1951, Lakeville         | Maigret und die Gangster                    | Schreiber               | KiWi     | 1954 |
| Maigret, Lognon et les gangsters                                                    | 1952 | Presses de la Cité | September 1951, Lakeville         | Maigret, Lognon und die Gangster            | Schäfer                 | Diogenes | 1981 |
| Le Revolver de Maigret                                                              | 1952 | Presses de la Cité | Juni 1952, Lakeville              | Maigret und sein Revolver                   | Wille/Klau              | KiWi     | 1956 |
| Le Revolver de Maigret                                                              | 1952 | Presses de la Cité | Juni 1952, Lakeville              | Maigret und sein Revolver                   | Altrichter              | Diogenes | 1988 |
| Maigret et l’homme du banc                                                          | 1953 | Presses de la Cité | September 1952, Lakeville         | Maigret und der Mann auf der Bank           | Wille/Klau              | KiWi     | 1954 |
| Maigret et l’homme du banc                                                          | 1953 | Presses de la Cité | September 1952, Lakeville         | Maigret und der Mann auf der Bank           | Melter                  | Diogenes | 1978 |
| Maigret a peur                                                                      | 1953 | Presses de la Cité | März 1953, Lakeville              | Maigret hat Angst                           | Wille/Klau              | KiWi     | 1957 |
| Maigret a peur                                                                      | 1953 | Presses de la Cité | März 1953, Lakeville              | Maigret hat Angst                           | Riegler                 | Diogenes | 1978 |
| Maigret se trompe                                                                   | 1953 | Presses de la Cité | August 1953, Lakeville            | Hier irrt Maigret                           | Celan                   | KiWi     | 1955 |
| Maigret se trompe                                                                   | 1953 | Presses de la Cité | August 1953, Lakeville            | Hier irrt Maigret                           | Riegler                 | Diogenes | 1979 |
| Maigret à l’école                                                                   | 1954 | Presses de la Cité | Dezember 1953, Lakeville          | Maigret und die schrecklichen Kinder        | Celan                   | KiWi     | 1955 |
| Maigret à l’école                                                                   | 1954 | Presses de la Cité | Dezember 1953, Lakeville          | Maigret und die schrecklichen Kinder        | Kober                   | Diogenes | 2009 |
| Maigret et la jeune morte                                                           | 1954 | Presses de la Cité | Januar 1954, Lakeville            | Maigret und die Unbekannte                  | Wille/Klau              | KiWi     | 1958 |
| Maigret et la jeune morte                                                           | 1954 | Presses de la Cité | Januar 1954, Lakeville            | Maigret und die junge Tote                  | Regh                    | Diogenes | 1978 |
| Maigret chez le ministre                                                            | 1954 | Presses de la Cité | August 1954, Lakeville            | Maigret und der Minister                    | Wille/Klau              | KiWi     | 1956 |
| Maigret chez le ministre                                                            | 1954 | Presses de la Cité | August 1954, Lakeville            | Maigret und der Minister                    | Melter                  | Diogenes | 1978 |
| Maigret et le corps sans tête                                                       | 1955 | Presses de la Cité | Januar 1955, Lakeville            | Maigret und der Kopflose                    | Sander                  | KiWi     | 1957 |
| Maigret et le corps sans tête                                                       | 1955 | Presses de la Cité | Januar 1955, Lakeville            | Maigret und die kopflose Leiche             | Schäfer                 | Diogenes | 1980 |
| Maigret tend un piège                                                               | 1955 | Presses de la Cité | Juli 1955, Mougins                | Maigret stellt eine Falle                   | Wille/Klau              | KiWi     | 1958 |
| Maigret tend un piège                                                               | 1955 | Presses de la Cité | Juli 1955, Mougins                | Maigret stellt eine Falle                   | Von Hagen               | Diogenes | 1985 |
| Maigret tend un piège                                                               | 1955 | Presses de la Cité | Juli 1955, Mougins                | Maigret stellt eine Falle                   | Wille/Klau              | Kampa    | 2018 |
| Un échec de Maigret                                                                 | 1956 | Presses de la Cité | 4. März 1956, Cannes              | Maigret erlebt eine Niederlage              | Kolbenhoff              | KiWi     | 1957 |
| Un échec de Maigret                                                                 | 1956 | Presses de la Cité | 4. März 1956, Cannes              | Maigret erlebt eine Niederlage              | Riegler                 | Diogenes | 1978 |
| Maigret s’amuse                                                                     | 1957 | Presses de la Cité | September 1956, Cannes            | Maigret als Zuschauer                       | Wille/Klau              | KiWi     | 1958 |
| Maigret s’amuse                                                                     | 1957 | Presses de la Cité | September 1956, Cannes            | Maigret amüsiert sich                       | Nickel                  | Diogenes | 1978 |
| Maigret s’amuse                                                                     | 1957 | Presses de la Cité | September 1956, Cannes            | Maigret amüsiert sich                       | Wille/Klau/Schulz       | Kampa    | 2019 |
| Maigret voyage                                                                      | 1957 | Presses de la Cité | August 1957, Echandens            | Maigret auf Reisen                          | Wille/Klau              | KiWi     | 1958 |
| Maigret voyage                                                                      | 1957 | Presses de la Cité | August 1957, Echandens            | Maigret auf Reisen                          | Altrichter              | Diogenes | 1988 |
| Les Scrupules de Maigret                                                            | 1958 | Presses de la Cité | Dezember 1957, Echandens          | Maigret hat Skrupel                         | Wille/Klau              | KiWi     | 1959 |
| Les Scrupules de Maigret                                                            | 1958 | Presses de la Cité | Dezember 1957, Echandens          | Maigret hat Skrupel                         | Altrichter              | Diogenes | 1986 |
| Maigret et les témoins récalcitrants                                                | 1959 | Presses de la Cité | Oktober 1958, Echandens           | Maigret und die widerspenstigen Zeugen      | Wille/Klau              | KiWi     | 1959 |
| Maigret et les témoins récalcitrants                                                | 1959 | Presses de la Cité | Oktober 1958, Echandens           | Maigret und die widerspenstigen Zeugen      | Schäfer                 | Diogenes | 1980 |
| Une confidence de Maigret                                                           | 1959 | Presses de la Cité | Mai 1959, Echandens               | Maigret und der Fall Josset                 | Wille/Klau              | KiWi     | 1960 |
| Une confidence de Maigret                                                           | 1959 | Presses de la Cité | Mai 1959, Echandens               | Maigrets Geständnis                         | Plancherel              | Diogenes | 1982 |
| Maigret aux assises                                                                 | 1960 | Presses de la Cité | November 1959, Echandens          | Maigret vor dem Schwurgericht               | Wille/Klau              | KiWi     | 1960 |
| Maigret aux assises                                                                 | 1960 | Presses de la Cité | November 1959, Echandens          | Maigret vor dem Schwurgericht               | Schäfer                 | Diogenes | 1979 |
| Maigret et les vieillards                                                           | 1960 | Presses de la Cité | Juni 1960, Echandens              | Maigret und die alten Leute                 | Wille/Klau              | KiWi     | 1961 |
| Maigret et les vieillards                                                           | 1960 | Presses de la Cité | Juni 1960, Echandens              | Maigret und die alten Leute                 | Melter                  | Diogenes | 1981 |
| Maigret et le voleur paresseux                                                      | 1961 | Presses de la Cité | Januar 1961, Echandens            | Maigret und der faule Dieb                  | Wille/Klau              | KiWi     | 1962 |
| Maigret et le voleur paresseux                                                      | 1961 | Presses de la Cité | Januar 1961, Echandens            | Maigret und der faule Dieb                  | Weiss                   | Diogenes | 1988 |
| Maigret et les braves gens                                                          | 1962 | Presses de la Cité | September 1961, Echandens         | Maigret und die braven Leute                | Wille/Klau              | KiWi     | 1962 |
| Maigret et les braves gens                                                          | 1962 | Presses de la Cité | September 1961, Echandens         | Maigret und die braven Leute                | Altrichter              | Diogenes | 1988 |
| Maigret et le client du samedi                                                      | 1962 | Presses de la Cité | Februar 1962, Echandens           | Maigret und sein Sonnabend-Besucher         | Wille/Klau              | KiWi     | 1963 |
| Maigret et le client du samedi                                                      | 1962 | Presses de la Cité | Februar 1962, Echandens           | Maigret und der Samstagsklient              | Essig                   | Diogenes | 1985 |
| Maigret et le clochard                                                              | 1963 | Presses de la Cité | Mai 1962, Echandens               | Maigret und der Clochard                    | Wille/Klau              | KiWi     | 1964 |
| Maigret et le clochard                                                              | 1963 | Presses de la Cité | Mai 1962, Echandens               | Maigret und der Clochard                    | Winiger                 | Diogenes | 1989 |
| La Colère de Maigret                                                                | 1963 | Presses de la Cité | Juni 1962, Echandens              | Maigret ist wütend                          | Wille/Klau              | KiWi     | 1964 |
| La Colère de Maigret                                                                | 1963 | Presses de la Cité | Juni 1962, Echandens              | Maigret gerät in Wut                        | Schäfer                 | Diogenes | 1979 |
| Maigret et le fantôme                                                               | 1964 | Presses de la Cité | Juni 1963, Echandens              | Maigret und das Phantom                     | Wille/Klau              | KiWi     | 1965 |
| Maigret et le fantôme                                                               | 1964 | Presses de la Cité | Juni 1963, Echandens              | Maigret und das Gespenst                    | Heller                  | Diogenes | 1989 |
| Maigret se défend                                                                   | 1964 | Presses de la Cité | Juli 1964, Epalinges              | Maigret verteidigt sich                     | Wille/Klau              | KiWi     | 1966 |
| Maigret se défend                                                                   | 1964 | Presses de la Cité | Juli 1964, Epalinges              | Maigret verteidigt sich                     | Schäfer                 | Diogenes | 1979 |
| La Patience de Maigret                                                              | 1965 | Presses de la Cité | März 1965, Epalinges              | Maigret hat Geduld                          | Wille/Klau              | KiWi     | 1967 |
| La Patience de Maigret                                                              | 1965 | Presses de la Cité | März 1965, Epalinges              | Maigret lässt sich Zeit                     | Powell                  | Diogenes | 1982 |
| Maigret et l’affaire Nahour                                                         | 1967 | Presses de la Cité | Februar 1966, Epalinges           | Maigret und der Fall Nahour                 | Wille/Klau              | KiWi     | 1969 |
| Maigret et l’affaire Nahour                                                         | 1967 | Presses de la Cité | Februar 1966, Epalinges           | Maigret und der Fall Nahour                 | Powell                  | Diogenes | 1985 |
| Le Voleur de Maigret                                                                | 1967 | Presses de la Cité | November 1966, Epalinges          | Maigret und der Dieb                        | Wille/Klau              | KiWi     | 1969 |
| Le Voleur de Maigret                                                                | 1967 | Presses de la Cité | November 1966, Epalinges          | Maigret in Künstlerkreisen                  | Vogel                   | Diogenes | 1990 |
| Maigret à Vichy                                                                     | 1968 | Presses de la Cité | September 1967, Epalinges         | Maigret in Kur                              | Wille/Klau              | KiWi     | 1969 |
| Maigret à Vichy                                                                     | 1968 | Presses de la Cité | September 1967, Epalinges         | Maigret in Kur                              | Kuhn                    | Diogenes | 1989 |
| Maigret hésite                                                                      | 1968 | Presses de la Cité | Januar 1968, Epalinges            | Maigret zögert                              | Wille/Klau              | KiWi     | 1970 |
| Maigret hésite                                                                      | 1968 | Presses de la Cité | Januar 1968, Epalinges            | Maigret zögert                              | Melter                  | Diogenes | 1982 |
| Maigret hésite                                                                      | 1968 | Presses de la Cité | Januar 1968, Epalinges            | Maigret zögert                              | Wille/Klau              | Kampa    | 2018 |
| L’Ami d’enfance de Maigret                                                          | 1968 | Presses de la Cité | 24. Juni 1968, Epalinges          | Maigret und sein Jugendfreund               | Wille/Klau              | KiWi     | 1970 |
| L’Ami d’enfance de Maigret                                                          | 1968 | Presses de la Cité | 24. Juni 1968, Epalinges          | Maigret und sein Jugendfreund               | Jakob                   | Diogenes | 1988 |
| L’Ami d’enfance de Maigret                                                          | 1968 | Presses de la Cité | 24. Juni 1968, Epalinges          | Maigrets Jugendfreund                       | Wille/Klau              | Kampa    | 2018 |
| Maigret et le tueur                                                                 | 1969 | Presses de la Cité | April 1969, Epalinges             | Maigret und der Mörder                      | Wille/Klau              | KiWi     | 1970 |
| Maigret et le tueur                                                                 | 1969 | Presses de la Cité | April 1969, Epalinges             | Maigret und der Messerstecher               | Winiger                 | Diogenes | 1990 |
| Maigret et le tueur                                                                 | 1969 | Presses de la Cité | April 1969, Epalinges             | Maigret und der Messerstecher               | Wille/Klau/Künne        | Kampa    | 2019 |
| Maigret et le marchand de vin                                                       | 1969 | Presses de la Cité | September 1969, Epalinges         | Maigret und der Weinhändler                 | Wille/Klau              | KiWi     | 1972 |
| Maigret et le marchand de vin                                                       | 1969 | Presses de la Cité | September 1969, Epalinges         | Maigret und der Weinhändler                 | Kober                   | Diogenes | 1986 |
| Maigret et le marchand de vin                                                       | 1969 | Presses de la Cité | September 1969, Epalinges         | Maigret und der Weinhändler                 | Wille/Klau/Madlung      | Kampa    | 2019 |
| La Folle de Maigret                                                                 | 1970 | Presses de la Cité | Mai 1970, Epalinges               | Maigret und die Spinnerin                   | Wille/Klau              | KiWi     | 1972 |
| La Folle de Maigret                                                                 | 1970 | Presses de la Cité | Mai 1970, Epalinges               | Maigret und die verrückte Witwe             | Mosblech                | Diogenes | 1988 |
| Maigret et l’homme tout seul                                                        | 1971 | Presses de la Cité | Februar 1971, Epalinges           | Maigret und der Einsame                     | Wille/Klau              | KiWi     | 1975 |
| Maigret et l’homme tout seul                                                        | 1971 | Presses de la Cité | Februar 1971, Epalinges           | Maigret und der einsame Mann                | Vogel                   | Diogenes | 1990 |
| Maigret et l’indicateur                                                             | 1971 | Presses de la Cité | Juni 1971, Epalinges              | Maigret und der Spitzel                     | Wille/Klau              | KiWi     | 1975 |
| Maigret et l’indicateur                                                             | 1971 | Presses de la Cité | Juni 1971, Epalinges              | Maigret und der Spitzel                     | Giese                   | Diogenes | 1990 |
| Maigret et Monsieur Charles                                                         | 1972 | Presses de la Cité | Februar 1971, Epalinges           | Maigret und Monsieur Charles                | Wille/Klau              | KiWi     | 1975 |
| Maigret et Monsieur Charles                                                         | 1972 | Presses de la Cité | Februar 1971, Epalinges           | Maigret und Monsieur Charles                | Heimbucher              | Diogenes | 1990 |

Noch vor der eigentlichen Maigret-Reihe entstanden und unter Pseudonym (Georges Sim) erschienen:
| Titel                     | Jahr | Verlag        | Entstehung | Deutsche Titel             | Übersetzer | Verlag | Jahr |
| ------------------------- | ---- | ------------- | ---------- | -------------------------- | ---------- | ------ | ---- |
| La maison de l’inquiétude | 1932 | J. Tallandier | ?, Paris   | Maigret im Haus der Unruhe | Bodmer     | Kampa  | 2019 |

## Non-Maigret
Der größte Teil von Simenons Œuvre – auch des unter seinem Realnamen publizierten Werks – besteht aus Romanen und Erzählungen ohne die Figur Maigrets. Sie werden gewöhnlich unter dem Begriff „Non-Maigret“ zusammengefasst. Daneben sind die Bezeichnungen „psychos“ (für psychologische Romane) oder nach Simenons eigenen Worten „roman dur“ (übersetzt etwa: „harter Roman“) geläufig. Neben den 118 Non-Maigret-Romanen und 139 Non-Maigret-Erzählungen, die in der Tabelle aufgelistet sind, schrieb Simenon 25 autobiografische Werke, zahlreiche Reportagen, von denen hier diejenigen gelistet sind, die in drei Sammelbänden (Mes Apprentissages) erschienen sind, sowie den für sein Werk programmatischen Essay Le Roman de l’homme. Bei den deutschen Titeln sind die Ausgaben von Kiepenheuer & Witsch (KW), Diogenes (D), Hoffmann und Campe (HC) und dem Kampa Verlag (KA) berücksichtigt, sowie frühere Erstausgaben der Schlesischen Verlagsanstalt (SVA), der Deutschen Verlagsanstalt (DVA) und Heyne (H). Ab Oktober 2010 erschien im Diogenes-Verlag die Neuausgabe einer Auswahl von 50 „Non-Maigret“-Romanen. Seit 2018 bringt der Kampa Verlag gemeinsam mit Hoffmann und Campe eine neue Reihe Die großen Romane heraus.
| Titel | Gattung       | Jahr | Verlag             | Entstehung                   | Deutscher Titel                                                                                     |
| --- | ------------- | ---- | ------------------ | ---------------------------- | --------------------------------------------------------------------------------------------------- |
| La Folle d’Itteville                                                                                                   | Erzählung     | 1931 | Haumont            | 1931, Morsang-sur-Seine      | Die Irre von Itteville (K 2018)                                                                     |
| Le Relais d’Alsace | Roman         | 1931 | Fayard             | 1931, Paris                  | Nachtnebel (SVA 1935), Das Gasthaus im Elsaß (D 1986)                                               |
| Le Passager du «Polarlys»                                                                                              | Roman         | 1932 | Fayard             | 1930, Beuzec-Conq            | Flucht nach dem Nordkap (SVA 1935), Der Passagier der Polarlys (D 1986)                             |
| Ziliouk | Erzählung     | 1932 | Fayard             | 1929, Stavoren               | Ziliouk (K 2024)                                                                                    |
| Monsieur Rodrigues | Erzählung     | 1932 | Fayard             | 1929, Stavoren               | Monsieur Rodrigues (K 2024)                                                                         |
| Madame Smitt | Erzählung     | 1932 | Fayard             | 1929, Stavoren               | Madame Smitt (K 2024)                                                                               |
| Les «Flamands» | Erzählung     | 1932 | Fayard             | 1929, Stavoren               | Die «Flamen» (K 2024)                                                                               |
| Nouchi | Erzählung     | 1932 | Fayard             | 1929, Stavoren               | Nouchi (K 2024)                                                                                     |
| Arnold Schuttringer | Erzählung     | 1932 | Fayard             | 1929, Stavoren               | Arnold Schuttringer (K 2024)                                                                        |
| Waldemar Strvzeski | Erzählung     | 1932 | Fayard             | 1929, Stavoren               | Waldemar Strvzeski (K 2024)                                                                         |
| Philippe | Erzählung     | 1932 | Fayard             | 1929, Stavoren               | Philippe (K 2024)                                                                                   |
| Nicolas | Erzählung     | 1932 | Fayard             | 1929, Stavoren               | Nicolas (K 2024)                                                                                    |
| Les Timmermans | Erzählung     | 1932 | Fayard             | 1929, Stavoren               | Die Timmermans (K 2024)                                                                             |
| La Pacha | Erzählung     | 1932 | Fayard             | 1929, Stavoren               | Der Pascha (K 2024)                                                                                 |
| Otto Müller | Erzählung     | 1932 | Fayard             | 1929, Stavoren               | Otto Müller (K 2024)                                                                                |
| Bus | Erzählung     | 1932 | Fayard             | 1929, Stavoren               | Bus (K 2024)                                                                                        |
| La Nuit du pont Marie                                                                                                  | Erzählung     | 1932 | Fayard             | 1929, Stavoren               | Die Nacht am Pont Marie (K 2024)                                                                    |
| G 7 | Erzählung     | 1932 | Fayard             | 1928, Paris                  | |
| Le Naufrage du «Catherine»                                                                                             | Erzählung     | 1932 | Fayard             | 1928, Paris                  | |
| L’Esprit déménageur | Erzählung     | 1932 | Fayard             | 1928, Paris                  | |
| L’Homme tatoué | Erzählung     | 1932 | Fayard             | 1928, Paris                  | |
| Le Corps disparu | Erzählung     | 1932 | Fayard             | 1928, Paris                  | |
| Hans Peter | Erzählung     | 1932 | Fayard             | 1928, Paris                  | |
| Le Chien jaune | Erzählung     | 1932 | Fayard             | 1928, Paris                  | |
| L’Incendie du parc Monceau                                                                                             | Erzählung     | 1932 | Fayard             | 1928, Paris                  | |
| Le Mas Costefigues | Erzählung     | 1932 | Fayard             | 1928, Paris                  | |
| Le Château des disparus                                                                                                | Erzählung     | 1932 | Fayard             | 1928, Paris                  | |
| Le Secret du fort Bayard                                                                                               | Erzählung     | 1932 | Fayard             | 1928, Paris                  | |
| Le drame de Dunkerque                                                                                                  | Erzählung     | 1932 | Fayard             | 1928, Paris                  | |
| L’inconnue d’Étretat                                                                                                   | Erzählung     | 1932 | Fayard             | 1928, Paris                  | |
| L’Affaire Lefrançois                                                                                                   | Erzählung     | 1932 | Fayard             | 1928, Paris                  | Die Affäre Lefrançois (KW 1964)                                                                     |
| Le Coffre-fort de la S.S.S.                                                                                            | Erzählung     | 1932 | Fayard             | 1928, Paris                  | Der Panzerschrank der G.S.Z. (KW 1964)                                                              |
| Le Dossier no 16 | Erzählung     | 1932 | Fayard             | 1928, Paris                  | Die Akte Nr. 16 (KW 1964)                                                                           |
| Le Mort invraisemblable                                                                                                | Erzählung     | 1932 | Fayard             | 1928, Paris                  | Der unwahrscheinliche Tod (KW 1964)                                                                 |
| Le Vol du lycée de B…                                                                                                  | Erzählung     | 1932 | Fayard             | 1928, Paris                  | Der Diebstahl im Internat von B. (KW 1964)                                                          |
| Le Dénommé Popaul | Erzählung     | 1932 | Fayard             | 1928, Paris                  | Ein gewisser Popaul (KW 1964)                                                                       |
| Le Pavillon de la Croix-Rousse                                                                                         | Erzählung     | 1932 | Fayard             | 1928, Paris                  | Das Haus in Croix-Rousse (KW 1964)                                                                  |
| La Cheminée du «Lorraine»                                                                                              | Erzählung     | 1932 | Fayard             | 1928, Paris                  | Der Schornstein der »Lorraine« (KW 1964)                                                            |
| Les Trois Rembrandt | Erzählung     | 1932 | Fayard             | 1928, Paris                  | Die drei Rembrandts (KW 1964)                                                                       |
| L’Écluse n° 14 | Erzählung     | 1932 | Fayard             | 1928, Paris                  | Die Schleuse Nr. 14 (KW 1964)                                                                       |
| Les Deux Ingénieurs | Erzählung     | 1932 | Fayard             | 1928, Paris                  | Die beiden Chemiker (KW 1964)                                                                       |
| La Bombe de l’Astoria                                                                                                  | Erzählung     | 1932 | Fayard             | 1928, Paris                  | Die Bombe im Astoria (KW 1964)                                                                      |
| La Tabatière en or | Erzählung     | 1932 | Fayard             | 1928, Paris                  | Die goldene Tabatiere (KW 1964)                                                                     |
| Les Fiançailles de M. Hire                                                                                             | Roman         | 1933 | Fayard             | 1932, Marsilly               | Die Verlobung des Monsieur Hire (D 1978)                                                            |
| Le Coup de lune | Roman         | 1933 | Fayard             | 1932, Marsilly               | Tropenfieber (KW 1960) Tropenkoller (D 1979)                                                        |
| La Maison du canal | Roman         | 1933 | Fayard             | 1932, Marsilly               | Die Hexe (SVA 1935), Das Haus am Kanal (1986, HC 2018)                                              |
| L’Âne Rouge | Roman         | 1933 | Fayard             | 1932, Marsilly               | Zum Roten Esel (D 1994)                                                                             |
| Les Gens d’en face | Roman         | 1933 | Fayard             | 1933, Marsilly               | Das Fenster gegenüber (SVA 1935), Die Leute gegenüber (D 1985)                                      |
| Le Haut Mal | Roman         | 1933 | Fayard             | 1933, Marsilly               | Das Unheil (D 1992)                                                                                 |
| L’Homme de Londres | Roman         | 1934 | Fayard             | 1933, Marsilly               | Der Mann aus London (SVA 1935, H 1969, D 1981)                                                      |
| Le Locataire | Roman         | 1934 | Gallimard          | 1933, Marsilly               | Der Untermieter (D 1984)                                                                            |
| Les Suicidés | Roman         | 1934 | Gallimard          | 1933, Marsilly               | Die Selbstmörder (D 1990)                                                                           |
| Les Pitard | Roman         | 1935 | Gallimard          | 1934, Porquerolles           | Die Pitards (D 1990, HC 2018)                                                                       |
| Les Clients d’Avrenos                                                                                                  | Roman         | 1935 | Gallimard          | 1932, Marsilly               | Der Stammgast (D 1992)                                                                              |
| Quartier nègre | Roman         | 1935 | Gallimard          | 1935, La Cour-Dieu           | Die Schwarze von Panama (D 1986, HC 2018)                                                           |
| L’Évadé | Roman         | 1936 | Gallimard          | 1934, Marsilly               | Der Ausbrecher (D 1979)                                                                             |
| Long Cours | Roman         | 1936 | Gallimard          | 1935, La Cour-Dieu           | Auf großer Fahrt (D 1987)                                                                           |
| Les Demoiselles de Concarneau                                                                                          | Roman         | 1936 | Gallimard          | 1935, La Cour-Dieu           | Die bösen Schwestern von Concarneau (D 1988)                                                        |
| 45° à l’ombre | Roman         | 1936 | Gallimard          | 1934, Il Cavo                | 45° im Schatten (D 1987)                                                                            |
| Le Testament Donadieu                                                                                                  | Roman         | 1937 | Gallimard          | 1936, Porquerolles           | Das Testament Donadieu (D 1985)                                                                     |
| L’Assassin | Roman         | 1937 | Gallimard          | 1936, Comboux                | Der Mörder (D 1977, HC 2019)                                                                        |
| Le Blanc à lunettes | Roman         | 1937 | Gallimard          | 1936, Porquerolles           | Weißer Mann mit Brille (D 1988)                                                                     |
| Faubourg | Roman         | 1937 | Gallimard          | 1936, Antnéor                | Der Amateur (D 1992)                                                                                |
| Ceux de la soif | Roman         | 1938 | Gallimard          | 1935, Tahiti/Indischer Ozean | »... die da dürstet.« (D 1989)                                                                      |
| Chemin sans issue | Roman         | 1938 | Gallimard          | 1936, Porquerolles           | Sackgasse (D 1991)                                                                                  |
| Le Grand Langoustier                                                                                                   | Erzählung     | 1938 | Gallimard          | 1931, Morsang-sur-Seine      | Auf Grand Langoustier (K 2018)                                                                      |
| La Nuit des sept minutes                                                                                               | Erzählung     | 1938 | Gallimard          | 1931, Morsang-sur-Seine      | Die Siebenminutennacht (K 2018)                                                                     |
| L’Énigme de la «Marie-Galante»                                                                                         | Erzählung     | 1938 | Gallimard          | 1931, Morsang-sur-Seine      | Das Rätsel der Maria Galanda (K 2018)                                                               |
| Les Rescapés du «Télémaque»                                                                                            | Roman         | 1938 | Gallimard          | 1936, Igls (Tirol)           | Die Geretteten der »Telemaque« (H 1969) Die Überlebenden der »Telémaque« (D 1981)                   |
| Les Trois Crimes de mes amis                                                                                           | Roman         | 1938 | Gallimard          | 1937, Paris                  | Die Verbrechen meiner Freunde (D 1994)                                                              |
| L’Homme en habit dans son square et le baguard aux nougats                                                             | Erzählung     | 1938 | Gallimard          | 1935, Tahiti/Indischer Ozean | |
| Celui qui se battait qvec les rats ou la plus banale des histoires                                                     | Erzählung     | 1938 | Gallimard          | 1935, Tahiti/Indischer Ozean | |
| Popaul et son cuisinier ou la tête a trop trempé                                                                       | Erzählung     | 1938 | Gallimard          | 1935, Tahiti/Indischer Ozean | |
| Touristes de bananes ou les Adams de Chigcago et les Eves de manchester et d’Oslo dans les nouveaux paradis terrestres | Erzählung     | 1938 | Gallimard          | 1935, Tahiti/Indischer Ozean | |
| Les Joies de la pampa ou l’homme qui est prissonier entre deux gares                                                   | Erzählung     | 1938 | Gallimard          | 1935, Tahiti/Indischer Ozean | |
| L’Aventur du gentleman anglais et de la femme qui montrait son derrière du haut d’un cocotier                          | Erzählung     | 1938 | Gallimard          | 1935, Tahiti/Indischer Ozean | |
| Mon ami l’Auvergnat et le Lithouanien solitair qui n’avait jamais mangé                                                | Erzählung     | 1938 | Gallimard          | 1935, Tahiti/Indischer Ozean | |
| Le Politechnicien et le boy à sonnettes                                                                                | Erzählung     | 1938 | Gallimard          | 1935, Tahiti/Indischer Ozean | |
| L’Aventurier syndiqué                                                                                                  | Erzählung     | 1938 | Gallimard          | 1935, Tahiti/Indischer Ozean | |
| Celui qui refusait de devenir jugé                                                                                     | Erzählung     | 1938 | Gallimard          | 1935, Tahiti/Indischer Ozean | |
| Les Chiens des marquises et le percepteur dans la forêt vierge                                                         | Erzählung     | 1938 | Gallimard          | 1935, Tahiti/Indischer Ozean | |
| Le Suspect | Roman         | 1938 | Gallimard          | 1937, Paris                  | Der Verdächtige (D 1977)                                                                            |
| Les Sœurs Lacroix | Roman         | 1938 | Gallimard          | 1937, Saint-Thibault         | Der Schwager (D 1993)                                                                               |
| Touriste de bananes | Roman         | 1938 | Gallimard          | 1937, Porquerolles           | Der Bananentourist (D 1988)                                                                         |
| Monsieur La Souris | Roman         | 1938 | Gallimard          | 1937, Porquerolles           | Monsieur La Souris (D 1988)                                                                         |
| La Marie du port | Roman         | 1938 | Gallimard          | 1937, Port-en-Bessin         | Die Marie vom Hafen (D 1989, HC 2019)                                                               |
| L’Escale de Buenaventura                                                                                               | Erzählung     | 1938 | Gallimard          | 1938, La Rochelle            | Zwischenstation in Buenaventura (D 1985)                                                            |
| L’homme qui regardait passer les trains                                                                                | Roman         | 1938 | Gallimard          | 1936, Igls (Tirol)           | Der Mann, der die Züge vorbeifahren sah (H 1970), Der Mann, der den Zügen nachsah (D 1981, KA 2019) |
| Un crime au Gabon | Erzählung     | 1938 | Gallimard          | 1938, La Rochelle            | Ein Verbrechen in Gabun (D 1985)                                                                    |
| Le Cheval Blanc | Roman         | 1938 | Gallimard          | 1938, Porquerolles           | Zum Weißen Ross (D 1980)                                                                            |
| Le Policier d’Istanbul                                                                                                 | Erzählung     | 1939 | Gallimard          | 1938, La Rochelle            | Der Polizist von Istanbul (D 1985)                                                                  |
| Le Coup de Vague | Roman         | 1939 | Gallimard          | 1938, Beynac                 | Wellenschlag (D 1979)                                                                               |
| Les Mystères du Grand Saint-Georges                                                                                    | Erzählung     | 1939 | Rencontres         | 1938                         | Das Geheimnis des Grandhotels »Sankt George« (D 1990)                                               |
| Chez Krull | Roman         | 1939 | Gallimard          | 1938, La Rochelle            | Der fremde Vetter (D 1989), Chez Krull (KA 2018)                                                    |
| L’Enquête de Mlle Doche                                                                                                | Erzählung     | 1939 | Gallimard          | 1938, La Rochelle            | Mademoiselle Doches Untersuchung (D 1985)                                                           |
| La Ligne du désert | Erzählung     | 1939 | Gallimard          | 1938, La Rochelle            | Der Wüstenflug (D 1985)                                                                             |
| Le Bourgmestre de Furnes                                                                                               | Roman         | 1939 | Gallimard          | 1938, Nieul-sur-Mer          | Der Bürgermeister von Furnes (D 1984, KA 2019)                                                      |
| Le flair du Petit Docteur                                                                                              | Erzählung     | 1943 | Gallimard          | 1938, La Rochelle            | Der Spürsinn des kleinen Doktors (D 1971, KW 1977, K 2020)                                          |
| La Demoiselle en bleu pâle                                                                                             | Erzählung     | 1943 | Gallimard          | 1938, La Rochelle            | Die Dame in Hellblau (D 1971), Das Mädchen in Hellblau (K 2020)                                     |
| Une femme a crié | Erzählung     | 1943 | Gallimard          | 1938, La Rochelle            | Eine Frau schrie um Hilfe (KW 1977), Eine Frau rief um Hilfe (K 2020)                               |
| Le Fantôme de M. Marbe                                                                                                 | Erzählung     | 1943 | Gallimard          | 1938, La Rochelle            | Das Gespenst von Herrn Marbe (KW 1977), Das Gespenst von Monsieur Marbe (K 2020)                    |
| Le Mariés du 1er décembre                                                                                              | Erzählung     | 1943 | Gallimard          | 1938, La Rochelle            | Das junge Ehepaar vom 1. Dezember (KW 1977)                                                         |
| Le Mort tombé du ciel                                                                                                  | Erzählung     | 1943 | Gallimard          | 1938, La Rochelle            | Ein Toter fällt vom Himmel (KW 1977), Der Tote, der vom Himmel fiel (D 1994)                        |
| La Sonnette d’alarme                                                                                                   | Erzählung     | 1943 | Gallimard          | 1938, La Rochelle            | Die Notbremse (KW 1977)                                                                             |
| Le Passager et son nègre                                                                                               | Erzählung     | 1943 | Gallimard          | 1938, La Rochelle            | Der Passagier und sein Neger (KW 1977)                                                              |
| La Piste de l’homme roux                                                                                               | Erzählung     | 1943 | Gallimard          | 1938, La Rochelle            | Die Spur des Rothaarigen (D 1971, KW 1977)                                                          |
| Malempin | Roman         | 1940 | Gallimard          | 1938, Scharrachbergheim      | Der Wucherer (D 1994)                                                                               |
| L’Amiral a disparu | Erzählung     | 1943 | Gallimard          | 1938, La Rochelle            | Der Admiral ist verschwunden (KW 1977)                                                              |
| La Bonne Fortune du Hollandais                                                                                         | Erzählung     | 1943 | Gallimard          | 1938, La Rochelle            | Das Mißgeschick des Holländers (KW 1977)                                                            |
| Le Château de l’arsenic                                                                                                | Erzählung     | 1943 | Gallimard          | 1938, La Rochelle            | Das Schloss der roten Hunde (KW 1977, D 1994)                                                       |
| Les inconnus dans la maison                                                                                            | Roman         | 1940 | Gallimard          | 1938, Nieul-sur-Mer          | Fremd im eigenen Haus (D 1978)                                                                      |
| L’Amoureux aux pantoufles                                                                                              | Erzählung     | 1943 | Gallimard          | 1938, La Rochelle            | Der Pantoffelliebhaber (KW 1977, D 1994)                                                            |
| Cour d’assises | Roman         | 1941 | Gallimard          | 1937, Isola Pescatore        | Vor Gericht (D 1989)                                                                                |
| La Cage d’Émile, auch La Jeune Fille de La Rochelle                                                                    | Erzählung     | 1941 | Gallimard          | 1938, La Rochelle            | Der Mann hinter dem Spiegel (Ullstein 1988, K 2020)                                                 |
| La Cabane en bois | Erzählung     | 1941 | Gallimard          | 1938, La Rochelle            | Der Schuppen am Teich (K 2020)                                                                      |
| L’Homme tout nu | Erzählung     | 1941 | Gallimard          | 1938, La Rochelle            | Der nackte Mann (K 2020)                                                                            |
| Bergelon | Roman         | 1941 | Gallimard          | 1939, Nieul-sur-Mer          | Doktor Bergelon (D 1992)                                                                            |
| L’Arrestation du musicien                                                                                              | Erzählung     | 1941 | Gallimard          | 1938, La Rochelle            | Die Verhaftung des Musikers (K 2020)                                                                |
| L’Étrangleur de Moret                                                                                                  | Erzählung     | 1941 | Gallimard          | 1938, La Rochelle            | Der Würger von Moret (K 2020)                                                                       |
| L’Outlaw | Roman         | 1941 | Gallimard          | 1939, Nieul-sur-Mer          | Der Ausgestoßene (DVA 1953), Der Outlaw (D 1979)                                                    |
| Le Vieillard au porte-mine                                                                                             | Erzählung     | 1941 | Gallimard          | 1938, La Rochelle            | Der alte Mann mit dem Drehbleistift (K 2020)                                                        |
| Les Trois Bateaux de la calanque                                                                                       | Erzählung     | 1941 | Gallimard          | 1938, La Rochelle            | |
| Il pleut, bergère… | Roman         | 1941 | Gallimard          | 1940, Nieul-sur-Mer          | Schwarzer Regen (D 1993)                                                                            |
| La Fleuriste de Deauville                                                                                              | Erzählung     | 1941 | Gallimard          | 1938, La Rochelle            | |
| Le Ticket de métro | Erzählung     | 1941 | Gallimard          | 1938, La Rochelle            | |
| Émile à Bruxelles | Erzählung     | 1941 | Gallimard          | 1938, La Rochelle            | |
| Le Prisonnier de Lagny                                                                                                 | Erzählung     | 1941 | Gallimard          | 1938, La Rochelle            | |
| Le Voyageur de la Toussaint                                                                                            | Roman         | 1941 | Gallimard          | 1941, Fontenay-le-Comte      | Der Passagier vom 1. November (DVA 1953), Ankunft Allerheiligen (D 1979)                            |
| Le club de vieilles dames                                                                                              | Erzählung     | 1941 | Gallimard          | 1938, La Rochelle            | |
| Le docteur Tant-Pis | Erzählung     | 1941 | Gallimard          | 1938, La Rochelle            | |
| Le Chantage de l’Agence O                                                                                              | Erzählung     | 1941 | Gallimard          | 1938, La Rochelle            | |
| La Maison des sept jeunes filles                                                                                       | Roman         | 1941 | Gallimard          | 1937, Neuilly-sur-Seine      | Das Haus der sieben Mädchen (D 1992)                                                                |
| Oncle Charles s’est enfermé                                                                                            | Roman         | 1942 | Gallimard          | 1939, Nieul-sur-Mer          | Der Erpresser (D 1991)                                                                              |
| La veuve Couderc | Roman         | 1942 | Gallimard          | 1940, Nieul-sur-Mer          | Die Witwe Couderc (D 1982, KA 2019)                                                                 |
| Le fils Cardinaud | Roman         | 1942 | Gallimard          | 1941, Fontenay-le-Comte      | Der Sohn Cardinaud (D 1988)                                                                         |
| Le vérité sur Bébé Donge                                                                                               | Roman         | 1942 | Gallimard          | 1940, Vouvant                | Die Ehe der Bébé Donge (DVA 1953), Die Wahrheit über Bébé Donge (D 1978)                            |
| Le rapport du gendarme                                                                                                 | Roman         | 1944 | Gallimard          | 1941, Fontenay-le-Comte      | Der Bericht des Polizisten (D 1987)                                                                 |
| La Fenêtre des Rouet                                                                                                   | Roman         | 1945 | Jeune Parque       | 1942, Fontenay-le-Comte      | Das Fenster der Rouets (D 1987)                                                                     |
| La Fuite de M. Monde                                                                                                   | Roman         | 1945 | Jeune Parque       | 1944, Saint-Mesmin           | Die Flucht des Herrn Monde (KW 1970), Die Flucht des Monsieur Monde (D 1991)                        |
| L’Aîné des Ferchaux | Roman         | 1945 | Gallimard          | 1943, Saint-Mesmin           | Der ältere Bruder (D 1992)                                                                          |
| Je me souviens | Autobiografie | 1945 | Presses de la Cité | 1940                         | |
| Les Noces de Poitiers                                                                                                  | Roman         | 1946 | Gallimard          | 1943, Saint-Mesmin           | Hochzeit in Poitiers (D 1992)                                                                       |
| Trois Chambres à Manhattan                                                                                             | Roman         | 1946 | Presses de la Cité | 1946, Sainte-Marguerite      | Drei Zimmer in Manhattan (KW 1959, D 1978)                                                          |
| Le Cercle des Mahé | Roman         | 1946 | Gallimard          | 1945, Saint-Mesmin           | Die Ferien des Monsieur Mahé (D 1993, KA 2019)                                                      |
| Au bout du rouleau | Roman         | 1946 | Presses de la Cité | 1946, St. Andrews            | Weder ein noch aus (D 1985)                                                                         |
| Lettre à mon juge | Roman         | 1947 | Presses de la Cité | 1946, Bradenton Beach        | Brief an meinen Richter (KW 1961, D 1977)                                                           |
| Le Clan des Ostendais                                                                                                  | Roman         | 1947 | Gallimard          | 1946, St. Andrews            | Die Flucht der Flamen (D 1991)                                                                      |
| Le destin des Malou | Roman         | 1947 | Presses de la Cité | 1947, Bradenton Beach        | Das Schicksal der Malous (H 1970, D 1991)                                                           |
| Le Passager clandestin                                                                                                 | Roman         | 1947 | Jeune Parque       | 1947, Bradenton Beach        | Die Erbschleicher (D 1991)                                                                          |
| Le Bilan Malétras | Roman         | 1948 | Gallimard          | 1943, Saint-Mesmin           | Malétras zieht Bilanz (D 1990)                                                                      |
| La Jument Perdue | Roman         | 1948 | Presses de la Cité | 1947, Tucson                 | Die verlorene Stute (D 1992)                                                                        |
| La neige était sale | Roman         | 1948 | Presses de la Cité | 1946, Tucson                 | Der Schnee war schmutzig (KW 1960, D 1977, KA 2018)                                                 |
| Pedigree | Roman         | 1948 | Presses de la Cité | 1943                         | Stammbaum (D 1982)                                                                                  |
| Le fond de la bouteille                                                                                                | Roman         | 1949 | Presses de la Cité | 1948, Tumacacori             | Am Maultierpass (D 1991)                                                                            |
| Les fantômes du chapelier                                                                                              | Roman         | 1949 | Presses de la Cité | 1948, Tumacacori             | Die Fantome des Hutmachers (D 1982)                                                                 |
| Les quatre jours du pauvre homme                                                                                       | Roman         | 1949 | Presses de la Cité | 1949, Tucson                 | Die letzten Tage eines armen Mannes (D 1991)                                                        |
| Un nouveau dans la ville                                                                                               | Roman         | 1950 | Presses de la Cité | 1949, Tucson                 | Der Neue (D 1990)                                                                                   |
| L’Enterrement de M. Bouvet                                                                                             | Roman         | 1950 | Presses de la Cité | 1950, Carmel                 | Das Begräbnis des Monsieur Bouvet (KW 1957, D 1989)                                                 |
| Les petits cochons sans queue                                                                                          | Erzählung     | 1950 | Presses de la Cité | 1946, Bradenton Beach        | Die schwanzlosen Schweinchen (D 1985)                                                               |
| Sous peine de mort | Erzählung     | 1950 | Presses de la Cité | 1946, Bradenton Beach        | Bei Todesstrafe (D 1985)                                                                            |
| Le Petit Tailleur et le chapelier                                                                                      | Erzählung     | 1950 | Presses de la Cité | 1947, Bradenton Beach        | Der kleine Schneider und der Hutmacher (D 1985)                                                     |
| Bénis soient les humbles                                                                                               | Erzählung     | 1949 | Rencontre          | 1947                         | Selig sind die Sanftmütigen                                                                         |
| Un certain Monsieur Berquin                                                                                            | Erzählung     | 1950 | Presses de la Cité | 1946, St. Andrews            | Ein gewisser Monsieur Berquin (D 1985)                                                              |
| L’Escale de Buenaventura                                                                                               | Erzählung     | 1950 | Presses de la Cité | 1946, St. Andrews            | Der Hafen von Buenaventura (D 1990)                                                                 |
| Le Deuil de Fonsine | Erzählung     | 1950 | Presses de la Cité | 1945, Les Sables-d’Olonne    | Trauer um Fonsine (D 1980)                                                                          |
| Madame Quatre et ses enfants                                                                                           | Erzählung     | 1950 | Presses de la Cité | 1945, Les Sables-d’Olonne    | Madame Quatre und ihre Kinder (D 1985)                                                              |
| Les Volets verts | Roman         | 1950 | Presses de la Cité | 1950, Carmel                 | Die grünen Fensterläden (DVA 1953, D 1977)                                                          |
| Tante Jeanne | Roman         | 1951 | Presses de la Cité | 1950, Lakeville              | Tante Jeanne (D 1990)                                                                               |
| Le Temps d’Anaïs | Roman         | 1951 | Presses de la Cité | 1950, Lakeville              | Die Zeit mit Anaïs (D 1987)                                                                         |
| Sept petites croix dans un carnet                                                                                      | Erzählung     | 1951 | Presses de la Cité | 1950, Carmel                 | Sieben Kreuzchen in einem Notizbuch (D 1992)                                                        |
| Le Petit Restaurant des Ternes                                                                                         | Erzählung     | 1951 | Presses de la Cité | 1947, Tucson                 | Das Restaurant an der Place des Ternes (D 1992)                                                     |
| Une vie comme neuve | Roman         | 1951 | Presses de la Cité | 1951, Lakeville              | Der Rückfall (D 1990)                                                                               |
| Marie qui louche | Roman         | 1952 | Presses de la Cité | 1951, Lakeville              | Die schielende Marie (D 1990)                                                                       |
| La Mort de Belle | Roman         | 1952 | Presses de la Cité | 1951, Lakeville              | Bellas Tod (KW 1958, D 1977)                                                                        |
| Les Frères Rico | Roman         | 1952 | Presses de la Cité | 1952, Lakeville              | Die Brüder Rico (KW 1957, D 1983)                                                                   |
| Antoine et Julie | Roman         | 1953 | Presses de la Cité | 1952, Lakeville              | Antoine und Julie (D 1983)                                                                          |
| L’Escalier de fer | Roman         | 1953 | Presses de la Cité | 1953, Lakeville              | Die Eisentreppe (D 1988)                                                                            |
| Feux rouges | Roman         | 1953 | Presses de la Cité | 1953, Lakeville              | Schlusslichter (D 1984, HC 2019)                                                                    |
| Crime impuni | Roman         | 1954 | Presses de la Cité | 1953, Lakeville              | Das ungesühnte Verbrechen (D 1992)                                                                  |
| La Châle de Marie Dudon                                                                                                | Erzählung     | 1954 | Gallimard          | 1940, Nieul-sur-Mer          | Marie Dudons Umschlagtuch (D 1992)                                                                  |
| La Femme du pilote | Erzählung     | 1954 | Gallimard          | 1940, Nieul-sur-Mer          | Die Frau des Lotsen (D 1982)                                                                        |
| Le Doigt de Barraquier                                                                                                 | Erzählung     | 1954 | Gallimard          | 1940, Nieul-sur-Mer          | Barraquiers Finger (D 1992)                                                                         |
| Valérie s’en va | Erzählung     | 1954 | Gallimard          | 1941, Fontenay-le-Comte      | Valérie geht fort (D 1992)                                                                          |
| L’Épingle en fer à cheval                                                                                              | Erzählung     | 1954 | Gallimard          | 1941, Fontenay-le-Comte      | Die hufeisenförmige Krawattennadel (D 1991)                                                         |
| Le Baron de l’écluse, ou la Croisière du «Potam»                                                                       | Erzählung     | 1954 | Gallimard          | 1940, Nieul-sur-Mer          | Der Baron an der Schleuse oder Die Kreuzfahrt der »Potam« (D 1992)                                  |
| Le nègre s’est endormi                                                                                                 | Erzählung     | 1954 | Gallimard          | 1940, Nieul-sur-Mer          | Der Neger ist eingeschlafen (D 1992)                                                                |
| L’Homme à barbe, auch Nicolas                                                                                          | Erzählung     | 1954 | Gallimard          | 1944, Paris                  | Nicolas (D 1980), Der Mann mit dem Bart (D 1992)                                                    |
| Le Bateau d’Émile | Erzählung     | 1954 | Gallimard          | 1944, Paris                  | Emil und sein Schiff (D 1992)                                                                       |
| L’Horloger d’Everton                                                                                                   | Roman         | 1954 | Presses de la Cité | 1954, Lakeville              | Der Uhrmacher von Everton (D 1991, HC 2018)                                                         |
| Le Grand Bob | Roman         | 1954 | Presses de la Cité | 1954, Lakeville              | Der große Bob (KW 1960, D 1978)                                                                     |
| Les Témoins | Roman         | 1954 | Presses de la Cité | 1954, Lakeville              | Die Zeugen (KW 1957, D 1980)                                                                        |
| La Boule noire | Roman         | 1955 | Presses de la Cité | 1955, Mougins                | Die schwarze Kugel (KW 1962, D 1982)                                                                |
| Les Complices | Roman         | 1956 | Presses de la Cité | 1955, Mougins                | Die Komplizen (KW 1959, D 1980)                                                                     |
| En cas de malheur | Roman         | 1956 | Presses de la Cité | 1955, Cannes                 | Mit den Waffen einer Frau (KW 1958), Im Falle eines Unfalls (D 1977)                                |
| Le Petit Homme d’Arkhangelsk                                                                                           | Roman         | 1956 | Presses de la Cité | 1956, Cannes                 | Der kleine Mann von Archangelsk (KW 1963, D 1978) Der Buchhändler von Archangelsk (D 2012)          |
| Le Fils | Roman         | 1957 | Presses de la Cité | 1956, Cannes                 | Der verlorene Sohn (D 1993)                                                                         |
| Le Nègre | Roman         | 1957 | Presses de la Cité | 1957, Cannes                 | Der Neger (KW 1959, D 1979)                                                                         |
| Strip-tease | Roman         | 1958 | Presses de la Cité | 1957, Cannes                 | Striptease (D 1986, HC 2018)                                                                        |
| Le Président | Roman         | 1958 | Presses de la Cité | 1957, Échandens              | Der Präsident (KW 1961, D 1979)                                                                     |
| Le Passage de la ligne                                                                                                 | Roman         | 1958 | Presses de la Cité | 1958, Échandens              | Der Grenzgänger (D 1994)                                                                            |
| Dimanche | Roman         | 1958 | Presses de la Cité | 1958, Noland                 | Es geschah an einem Sonntag (KW 1960), Sonntag (D 1977)                                             |
| Le Roman de l’homme | Essay         | 1959 | Presses de la Cité | 1958                         | Der Roman vom Menschen (D 1977)                                                                     |
| La Vieille | Roman         | 1959 | Presses de la Cité | 1959, Échandens              | Die Großmutter (KW 1960, D 1978), Drei Frauen (D 2012)                                              |
| Le Veuf | Roman         | 1959 | Presses de la Cité | 1959, Échandens              | Der Witwer (KW 1968, D 1992)                                                                        |
| L’Ours en peluche | Roman         | 1960 | Presses de la Cité | 1960, Échandens              | Der Plüschbär (KW 1968), Der Teddybär (D 1989)                                                      |
| Betty | Roman         | 1961 | Presses de la Cité | 1960, Échandens              | Betty (KW 1962, D 1978)                                                                             |
| Le Train | Roman         | 1961 | Presses de la Cité | 1961, Échandens              | Der Zug (KW 1963, D 1986)                                                                           |
| La Porte | Roman         | 1962 | Presses de la Cité | 1961, Échandens              | Die Tür (KW 1963, D 1978)                                                                           |
| Les Autres | Roman         | 1962 | Presses de la Cité | 1961, Noland                 | Das Haus am Quai Notre-Dame (KW 1963, D 1990)                                                       |
| Les Anneaux de Bicêtre                                                                                                 | Roman         | 1963 | Presses de la Cité | 1962, Échandens              | Die Glocken von Bicêtre (KW 1964, D 1974)                                                           |
| Les Nolépitois | Erzählung     | 1963 | Magazin Elle       |                              | |
| La Rue aux trois poussins                                                                                              | Erzählung     | 1963 | Presses de la Cité | 1941, Fontenay-le-Comte      | Die Straße zu den drei Kücken (D 1980)                                                              |
| Le Comique du «Saint-Antoine»                                                                                          | Erzählung     | 1963 | Presses de la Cité | 1963                         | Der Spaßvogel der »Saint-Antoine« (D 1980)                                                          |
| Le Mari de Mélie | Erzählung     | 1963 | Presses de la Cité | 1941, Fontenay-le-Comte      | Mélies Mann (D 1980)                                                                                |
| Le Capitaine du «Vasco»                                                                                                | Erzählung     | 1963 | Presses de la Cité | 1939, Nieul-sur-Mer          | Der Kapitän der »Vasco« (D 1980)                                                                    |
| Le Crime du Malgracieux                                                                                                | Erzählung     | 1963 | Presses de la Cité | 1940, Nieul-sur-Mer          | Das Verbrechen des Unliebenswürdigen (D 1980)                                                       |
| Le Docteur de Kirkenes                                                                                                 | Erzählung     | 1963 | Presses de la Cité | 1939, Nieul-sur-Mer          | Der Arzt von Kirkenes (D 1980)                                                                      |
| La Piste du Hollandais                                                                                                 | Erzählung     | 1963 | Presses de la Cité | 1941, Fontenay-le-Comte      | Die Fährte des Holländers (D 1980)                                                                  |
| Les Demoiselles de Queue-de-Vache                                                                                      | Erzählung     | 1963 | Presses de la Cité | 1941, Fontenay-le-Comte      | Die Fräuleins vom Ende der Welt (D 1980)                                                            |
| Le Matin des trois absoutes                                                                                            | Erzählung     | 1963 | Presses de la Cité | 1940, Nieul-sur-Mer          | Der Morgen der drei Absolutionen (D 1980)                                                           |
| Le Naufrage de l’«Armoire-à-glace»                                                                                     | Erzählung     | 1963 | Presses de la Cité | 1941, Fontenay-le-Comte      | Der Schiffbruch des »Eisschranks« (D 1980)                                                          |
| Les Mains pleines | Erzählung     | 1963 | Presses de la Cité | 1945, Les Sables-d’Olonne    | Mit vollen Händen (D 1980)                                                                          |
| Annette et la dame blonde                                                                                              | Erzählung     | 1963 | Presses de la Cité | 1940, Nieul-sur-Mer          | Annette und die blonde Dame (D 1980)                                                                |
| La Chambre bleue | Roman         | 1964 | Presses de la Cité | 1963, Noland                 | Das blaue Zimmer (KW 1964, D 1979, KA 2018)                                                         |
| L’Homme au petit chien                                                                                                 | Roman         | 1964 | Presses de la Cité | 1963, Échandens              | Der Mann mit dem kleinen Hund (KW 1964, D 1978)                                                     |
| Le Petit Saint | Roman         | 1965 | Presses de la Cité | 1964, Épalinges              | Der kleine Heilige (KW 1966, D 1979)                                                                |
| Le Train de Venise | Roman         | 1965 | Presses de la Cité | 1965, Épalinges              | Der Zug aus Venedig (KW 1968, D 1988)                                                               |
| Le Confessionnal | Roman         | 1966 | Presses de la Cité | 1965, Épalinges              | Im Beichtstuhl (KW 1969), Die Beichte (D 1993)                                                      |
| La mort d’Auguste | Roman         | 1966 | Presses de la Cité | 1966, Épalinges              | Der Tod des Auguste Mature (D 1980)                                                                 |
| Le Chat | Roman         | 1967 | Presses de la Cité | 1966, Épalinges              | Der Kater (KW 1969), Die Katze (D 1985)                                                             |
| Le Déménagement | Roman         | 1967 | Presses de la Cité | 1967, Épalinges              | Der Umzug (KW 1969, D 1990)                                                                         |
| La Prison | Roman         | 1968 | Presses de la Cité | 1967, Épalinges              | Die Schwestern (H 1970), Das Gefängnis (D 1990)                                                     |
| La Main | Roman         | 1968 | Presses de la Cité | 1968, Épalinges              | Die Hand (KW 1970), Das zweite Leben (D 1991)                                                       |
| Il y a encore des noisetiers                                                                                           | Roman         | 1969 | Presses de la Cité | 1968, Épalinges              | Der Haselnußstrauch (KW 1970), Es gibt noch Haselnusssträucher (D 1984)                             |
| Novembre | Roman         | 1969 | Presses de la Cité | 1969, Épalinges              | Manuela (D 1993)                                                                                    |
| Quand j’etais vieux | Autobiografie | 1970 | Presses de la Cité | 1963, Echandens              | Als ich alt war (D 1977)                                                                            |
| Le Riche homme | Roman         | 1970 | Presses de la Cité | 1970, Épalinges              | Der reiche Mann (KW 1973, D 1989)                                                                   |
| La Disparition d’Odile                                                                                                 | Roman         | 1971 | Presses de la Cité | 1970, Épalinges              | Keine Spur von Odile (KW 1973), Die verschwundene Tochter (D 1992)                                  |
| La Cage de verre | Roman         | 1971 | Presses de la Cité | 1971, Épalinges              | Der Glaskäfig (KW 1973, D 1991)                                                                     |
| Les Innocents | Roman         | 1972 | Presses de la Cité | 1971                         | Doppelleben (D 1994)                                                                                |
| Correspondance André Gide – Georges Simenon                                                                            | Briefwechsel  | 1973 | Plon               | 1938–1950                    | Briefwechsel mit André Gide (D 1977)                                                                |
| Lettre à ma mère | Autobiografie | 1974 | Presses de la Cité | 1974, Lausanne               | Brief an meine Mutter (D 1978)                                                                      |
| Un Homme comme un autre                                                                                                | Autobiografie | 1975 | Presses de la Cité | 1973                         | Ein Mensch wie jeder andere (D 1978)                                                                |
| Des traces de pas | Autobiografie | 1975 | Presses de la Cité | 1974                         | |
| Une France inconnue ou L’aventure entre deux berges                                                                    | Reportage     | 1976 | Union Générale     | 1931                         | Unbekanntes Frankreich oder: Abenteuer zwischen zwei Ufern (D 1984)                                 |
| Une «première» à l’île de Ré                                                                                           | Reportage     | 1976 | Union Générale     | 1933                         | Eine »Premiere« auf der Insel Ré (D 1984)                                                           |
| Police judicaire | Reportage     | 1976 | Union Générale     | 1933                         | Police Judicaire (D 1984)                                                                           |
| Les Coulisses de la Police                                                                                             | Reportage     | 1976 | Union Générale     | 1934                         | Hinter den Kulissen der Polizei (D 1984)                                                            |
| Police-Secours ou Les nouveaux mystères de Paris                                                                       | Reportage     | 1976 | Union Générale     | 1937                         | Polizeiwache oder Die neuen Geheimnisse von Paris (D 1984)                                          |
| Stavisky ou La Machine à Suicider                                                                                      | Reportage     | 1976 | Union Générale     | 1934                         | Stavisky oder: Die Selbstmordmaschine (D 1984)                                                      |
| À la recherche des assasins du conseiller Prince                                                                       | Reportage     | 1976 | Union Générale     |                              | |
| Inventaire de la France (Quand la crise sera finie)                                                                    | Reportage     | 1976 | Union Générale     | 1934                         | Bestandsaufnahme Frankreichs – Wenn die Krise vorbei sein wird (D 1984)                             |
| La Femme en France | Reportage     | 1976 | Union Générale     |                              | |
| Cargaisons humaines | Reportage     | 1976 | Union Générale     | 1933                         | Menschenfracht (D 1984)                                                                             |
| L’Heure du Nègre | Reportage     | 1976 | Union Générale     | 1932                         | Die Stunde des Negers (D 1984)                                                                      |
| Pays du froid | Reportage     | 1976 | Union Générale     |                              | |
| Les Gangsters du Bosphore                                                                                              | Reportage     | 1976 | Union Générale     | 1935                         | Die Gangster vom Bosporos (D 1984)                                                                  |
| En marge de méridiens                                                                                                  | Reportage     | 1976 | Union Générale     | 1935                         | Am Rande der Meridiane (D 1984)                                                                     |
| Les Gangsters dans l’archipel des Amours                                                                               | Reportage     | 1976 | Union Générale     | 1935                         | Die Gangster im Liebesarchipel (D 1984)                                                             |
| Histoires du monde malade                                                                                              | Reportage     | 1976 | Union Générale     |                              | |
| Au chevet du monde malade                                                                                              | Reportage     | 1976 | Union Générale     | 1945                         | Am Krankenbett der Welt (D 1984)                                                                    |
| L’Amérique en auto | Reportage     | 1976 | Union Générale     | 1946                         | Durch Amerika mit dem Auto (D 1984)                                                                 |
| Les Petits Hommes | Autobiografie | 1976 | Presses de la Cité | 1974                         | |
| Vent du nord, vent du sud                                                                                              | Autobiografie | 1976 | Presses de la Cité | 1975                         | |
| Un banc au soleil | Autobiografie | 1977 | Presses de la Cité | 1975                         | |
| De la cave au grenier                                                                                                  | Autobiografie | 1977 | Presses de la Cité | 1975                         | |
| A l’abri de notre arbre                                                                                                | Autobiografie | 1977 | Presses de la Cité | 1976                         | |
| Tant que je suis vivant                                                                                                | Autobiografie | 1978 | Presses de la Cité | 1976                         | |
| Vacances obligatoires                                                                                                  | Autobiografie | 1978 | Presses de la Cité | 1976                         | |
| La Main dans la main                                                                                                   | Autobiografie | 1978 | Presses de la Cité | 1976                         | |
| Au-delá de ma porte-fenêtre                                                                                            | Autobiografie | 1978 | Presses de la Cité | 1977                         | |
| Je suis resté un enfant de chœur                                                                                       | Autobiografie | 1979 | Presses de la Cité | 1977                         | |
| À quoi bon jurer? | Autobiografie | 1979 | Presses de la Cité | 1977                         | |
| Point-virgule | Autobiografie | 1979 | Presses de la Cité | 1977                         | |
| Le Prix d’un homme | Autobiografie | 1980 | Presses de la Cité | 1977                         | |
| On dit que j’ai soixante-quinze ans                                                                                    | Autobiografie | 1980 | Presses de la Cité | 1978                         | |
| Quand vient le froid                                                                                                   | Autobiografie | 1980 | Presses de la Cité | 1978                         | |
| Les Libertés qu’il nous reste                                                                                          | Autobiografie | 1981 | Presses de la Cité | 1978                         | |
| La Femme endormie | Autobiografie | 1981 | Presses de la Cité | 1979                         | |
| Jour et nuit | Autobiografie | 1981 | Presses de la Cité | 1979                         | |
| Destinées | Autobiografie | 1981 | Presses de la Cité | 1979                         | |
| Mémoires intimes, suivis du «Livre de Marie-Jo»                                                                        | Autobiografie | 1981 | Presses de la Cité | 1981, Lausanne               | Intime Memoiren und das Buch von Marie-Jo (D 1982, HC 2018)                                         |
| Escales nordique | Reportage     | 1989 | Bourgois           |                              | |
| Sa Majesté la Douane                                                                                                   | Reportage     | 1989 | Bourgois           |                              | |
| Europe 33 | Reportage     | 1989 | Bourgois           |                              | |
| L’Afrique qu’on dit mystérieuse                                                                                        | Reportage     | 1989 | Bourgois           |                              | |
| Les grandes palaces européens                                                                                          | Reportage     | 1989 | Bourgois           |                              | |
| Chez Trotsky | Reportage     | 1989 | Bourgois           | 1933                         | Besuch bei Trotzki (D 1982)                                                                         |
| Peuples qui ont faim                                                                                                   | Reportage     | 1989 | Bourgois           |                              | |
| «Mare Nostrum» ou la Mediterranée en goulette                                                                          | Reportage     | 1989 | Bourgois           |                              | |
| La Chanteuse de Pigalle                                                                                                | Erzählung     | 1990 | Presses de la Cité | 1952, Lakeville              | Die Sängerin von der Pigalle (D 1994)                                                               |
| L’Invalide à la tête de bois                                                                                           | Erzählung     | 1990 | Presses de la Cité | 1952, Lakeville              | Der Krüppel mit der Holzbirne (D 1994)                                                              |
| Le Gros lot | Erzählung     | 1990 | Presses de la Cité | 1953, Lakeville              | Das große Los (D 1994)                                                                              |
| L’Affaire du canal | Erzählung     | 1991 | Omnibus            |                              | |
| Sing-Sing, ou la Maison des trois marches                                                                              | Erzählung     | 1991 | Omnibus            |                              | |
| Mademoiselle Augustine                                                                                                 | Erzählung     | 1991 | Omnibus            |                              | |
| Moss et Hoch | Erzählung     | 1991 | Omnibus            |                              | |
| L’As de l’arrestation                                                                                                  | Erzählung     | 1991 | Omnibus            |                              | |
| Le yacht et la panthère                                                                                                | Erzählung     | 1991 | Omnibus            |                              | |
| L’Oranger des îles Marquises                                                                                           | Erzählung     | 1992 | Omnibus            | 1935, Ingrannes              | Der Orangenbaum auf den Marquesas-Inseln (D 2002)                                                   |
| Monsieur Mimosa | Erzählung     | 1992 | Omnibus            |                              | |
| Les Trois Messieurs de Consortium                                                                                      | Erzählung     | 1992 | Omnibus            |                              | |
| L’Homme qui mitraillait les rats                                                                                       | Erzählung     | 1992 | Omnibus            |                              | |
| La Tête de Joseph | Erzählung     | 1992 | Omnibus            | 1939, Nieul-sur-Mer          | Die Geschichte von Josephs Kopf (D 1990)                                                            |
| Little Samuel à Tahiti                                                                                                 | Erzählung     | 1992 | Omnibus            | 1939                         | Little Samuel auf Tahiti (D 1990)                                                                   |
| Le Vieux Couple de Cherbourg                                                                                           | Erzählung     | 1992 | Omnibus            | 1940, Nieul-sur-Mer          | Die beiden Alten in Cherbourg (D 1990)                                                              |
| La Révolte du Canari                                                                                                   | Erzählung     | 1992 | Omnibus            | 1940, Nieul-sur-Mer          | Die Revolte des Canari (D 1992)                                                                     |
| Le Destin de Monsieur Saft                                                                                             | Erzählung     | 1992 | Omnibus            | 1940, Nieul-sur-Mer          | Monsieur Safts Schicksal (D 1982)                                                                   |
| Les Cent Mille Francs de P’tite Madame                                                                                 | Erzählung     | 1992 | Omnibus            |                              | |
| L’Aventurier au parapluie                                                                                              | Erzählung     | 1992 | Omnibus            |                              | |
| La Cabane à Flipke | Erzählung     | 1992 | Omnibus            |                              | |
| Carissimo Simenon – Mon cher Fellini                                                                                   | Briefwechsel  | 1998 | Ed. de l’Etoile    | 1960–1989                    | Carissimo Simenon – Mon cher Fellini (D 1997)                                                       |

## Werke für Film, Rundfunk und Bühne
Nach Simenons Büchern entstanden zahlreiche Adaptionen, insbesondere Filme, siehe die Liste der Verfilmungen der Werke von Georges Simenon, und Hörspiele. Simenon selbst arbeitete an einigen Drehbüchern und Hörspielvorlagen mit. Daneben verfasste er Theaterstücke sowie die Vorlage zu einem aufgeführten und zwei weiteren nicht realisierten Balletten.
| Titel                                                  | Gattung      | Entstehung                | Mitarbeit      | Uraufführung                           |
| ------------------------------------------------------ | ------------ | ------------------------- | -------------- | -------------------------------------- |
| La Nuit du carrefour                                   | Drehbuch     | 1932                      | Jean Renoir    | 21. April 1932                         |
| Le Chien Jaune                                         | Drehbuch     | 1932                      | Jean Tarride   | 1. Juli 1932                           |
| Quartier nègre                                         | Theaterstück | 1936                      | Lucien Fonson  | 8. Dezember 1936, Brüssel              |
| Quartier nègre                                         | Theaterstück | 1940                      |                |                                        |
| À bord de «Tonnere de Dieu»                            | Hörspiel     | 1937                      | André Allehaut | 18. Januar 1937                        |
| Le Soi-disant Monsieur Prou ou les Silences du Manchot | Hörspiel     | 1943                      | André Allehaut | 27. November 1943 bis 12. Februar 1944 |
| La neige était sale                                    | Theaterstück | 1950                      | Frédéric Dard  | 11. Dezember 1950, Paris               |
| La Chambre                                             | Ballett      | 1955                      |                | 21. Dezember 1955, Paris               |
| La Mariée                                              | Ballett      | 5. Februar 1957, Lausanne |                | nicht realisiert                       |
| Le Bal des vertus                                      | Ballett      | 24. März 1957, Cannes     |                | nicht realisiert                       |